# 맥도날드 제품의 국제적 가용성
맥도날드 코퍼레이션(NYSE: MCD)은 세계에서 가장 큰 패스트 푸드 음식점 체인으로, 119개국에서 매일 약 6천 8백만 명의 고객에게 서비스를 제공한다. 맥도날드는 1940년 샌버너디노의 한 음식점에서 시작되었다. 미국 내 확장을 거쳐 1967년 리치먼드, 브리티시컬럼비아, 캐나다에 지점을 열면서 국제 기업이 되었다. 1970년대 말까지 맥도날드 음식점은 지구의 7개 대륙 중 5개 대륙에 존재했으며, 아프리카 지점은 1992년 모로코 카사블랑카에 개설되었다.
현지 취향과 식문화에 맞추고, 종종 특정 법률이나 종교적 신념을 존중하기 위해 맥도날드는 국가 간 및 국가 내에서 메뉴의 지역화된 버전을 제공한다. 그 결과, 한 국가나 지역에서 발견되는 제품은 다른 국가의 맥도날드 음식점에서는 발견되지 않거나 그 재료가 크게 다를 수 있다. 예를 들어, 인도 맥도날드는 소고기/돼지고기 제품을 제공하지 않는다.

## 아프리카

### 이집트
2001년, 맥도날드는 이집트 지점에 맥팔라펠 샌드위치를 도입했다. 이 음식점들은 또한 닭고기 빅맥과 피쉬 맥을 제공하는데, 이는 일반적인 소고기 패티 대신 각각 튀긴 닭고기 또는 생선을 사용하는 빅맥의 변형이다. 2008년 여름, 맥도날드는 이집트 음식점에서 타르타르 소스를 곁들인 피쉬 핑거를 사이드 메뉴로 도입했다. 2010년 초에는 카이로 지점에 이집트 쿠키가 도입되었다. 맥도날드는 전국적으로 거의 70개 지점을 보유하고 있다.

### 모로코
모로코의 구운 닭고기 샌드위치인 맥아라비아. 2005년에는 맥사하라라는 제품이 잠시 판매되었다. 2006년 말에는 치킨 미식(Chicken Mythic), 쁘띠 플레지르(Petit Plaisirs, "작은 즐거움"이라는 의미로 주로 닭고기나 소고기로 만든 샌드위치), 280그램 레세트 무스타드(Recette Moutarde, "머스터드 버거")가 출시되었다. 이슬람교의 성월인 라마단 기간 동안에는 대추야자, 우유, 하리라와 같은 현지 특선 요리를 포함한 특별 메뉴가 단식 깨기용으로 제공된다.

### 남아프리카 공화국
케이프타운의 한 지점에서 판매되는 일부 품목은 다음과 같다.
- 맥피즈(McFizz) (수박과 패션프루트 맛 포함), 스프라이트에서 영감을 받은 음료
- 초콜릿 카라멜 맥플러리, 초콜릿과 카라멜 소스를 곁들인 맥플러리 아이스크림 선데
- 맥피스트(McFeast), 양파, 치즈, 소고기, 양상추, 맥브라이 소스, 맥치킨 소스로 만든 버거
- 보어리 버거(Boerie Burger), 보어워크 소시지 고기가 들어간 버거
- BBQ 더블 버거(BBQ Double Burger), 맥브라이 소스를 곁들인 햄버거
- 치킨 폴드오버(Chicken Foldover), 토르티야로 만든 슬라이더 (매운맛 선택 가능)
- 그랜드 치킨(Grand Chicken), 매운맛, 마늘 마요네즈, 할라페뇨고추, 맥치킨 옵션이 있는 치킨 버거
- 할라페뇨 치킨(Jalapeño Chicken), 할라페뇨 고추로 만든 매운 치킨 버거
- 할라페뇨 치킨 더블(Jalapeño Chicken Double), 더 큰 할라페뇨 치킨 버거
- 스파이시 케이준 치킨 디럭스(Spicy Cajun Chicken Deluxe), 매운 치킨 버거
- SA 브렉퍼스트(SA Breakfast), 보어워크 소시지 패티, 양파, 계란, 토마토, 빵, 핫칩스(감자튀김)로 구성된 아침 식사

그 외 다른 메뉴:
- 할라페뇨 디핑 소스
- 메가 머핀(Mega Muffin), 소시지 맥머핀보다 크다
- 콘 컵(Corn Cup), 건강한 사이드 메뉴, 컵에 담긴 옥수수

## 아시아

### 바레인

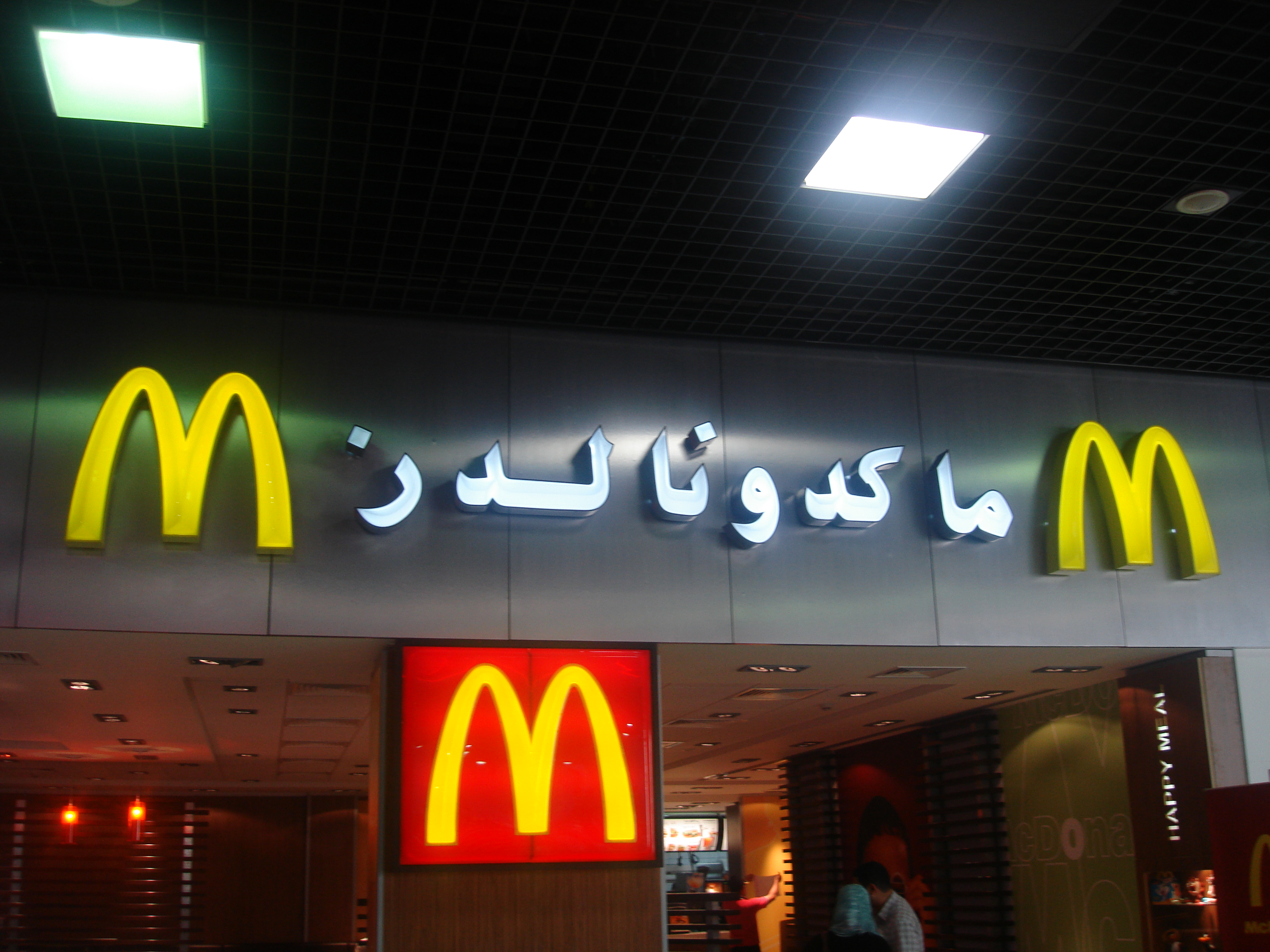
바레인 국제공항의 맥도날드

이슬람 중동의 모든 맥도날드 지점과 마찬가지로 바레인 지점의 음식은 할랄이다. 맥아라비아 외에도 바레인 지점은 2009년 3월부터 바비큐, 케첩, 스위트 앤 사워, 마늘 소스 중 선택 가능한 최대 4개의 치킨 핑거로 구성된 맥크리스피를 제공한다.

### 중국

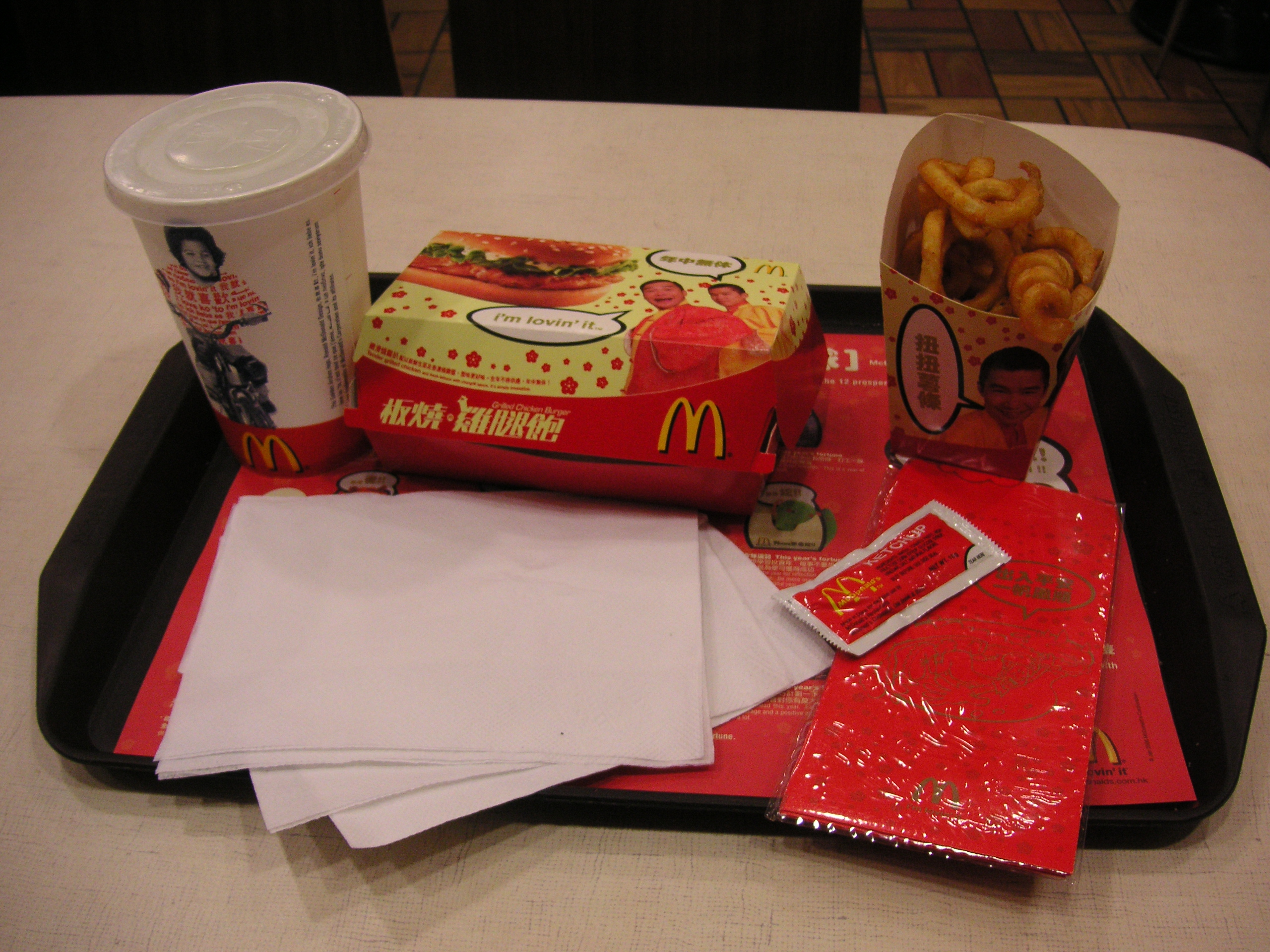
맥도날드 춘절 식사, 구운 치킨 샌드위치와 꽈배기 감자튀김. 쟁반 깔개에는 띠 (생초) 동물의 그림이 있다.

중국에서 치킨 맥너겟은 전통적인 바비큐, 스위트 앤 사워, 꿀, 핫 머스타드 소스 외에도 중국에서 인기 있는 특별한 고추 마늘 소스와 함께 제공될 수 있다. 중국 메뉴에는 맥윙(McWings)이라고 불리는 바삭한 매운 닭 날개도 포함되어 있다. 중국 맥도날드에서 제공되는 모든 치킨 버거는 서구 국가에서 선호되는 가슴살 대신 넓적다리 필레(예: 프리미엄 그릴드 넓적다리 필레 버거, 핫 앤 스파이시 그릴드 넓적다리 필레 버거)를 사용한다.
말차 녹차 아이스크림과 같은 독특한 아이스크림 맛도 이용 가능하다.
파이는 파인애플 또는 토란이라는 두 가지 표준 맛으로 제공되지만, 초콜릿, 사과, 바나나, 팥과 같은 특별한 맛도 제한적으로 제공된 적이 있다.
중국 점성술의 12가지 띠 (생초) 동물의 천궁도와 전통적인 붉은 봉투가 포함된 구운 치킨 버거와 컬리 프라이를 포함하는 계절 춘절 식사가 있다.

### 홍콩

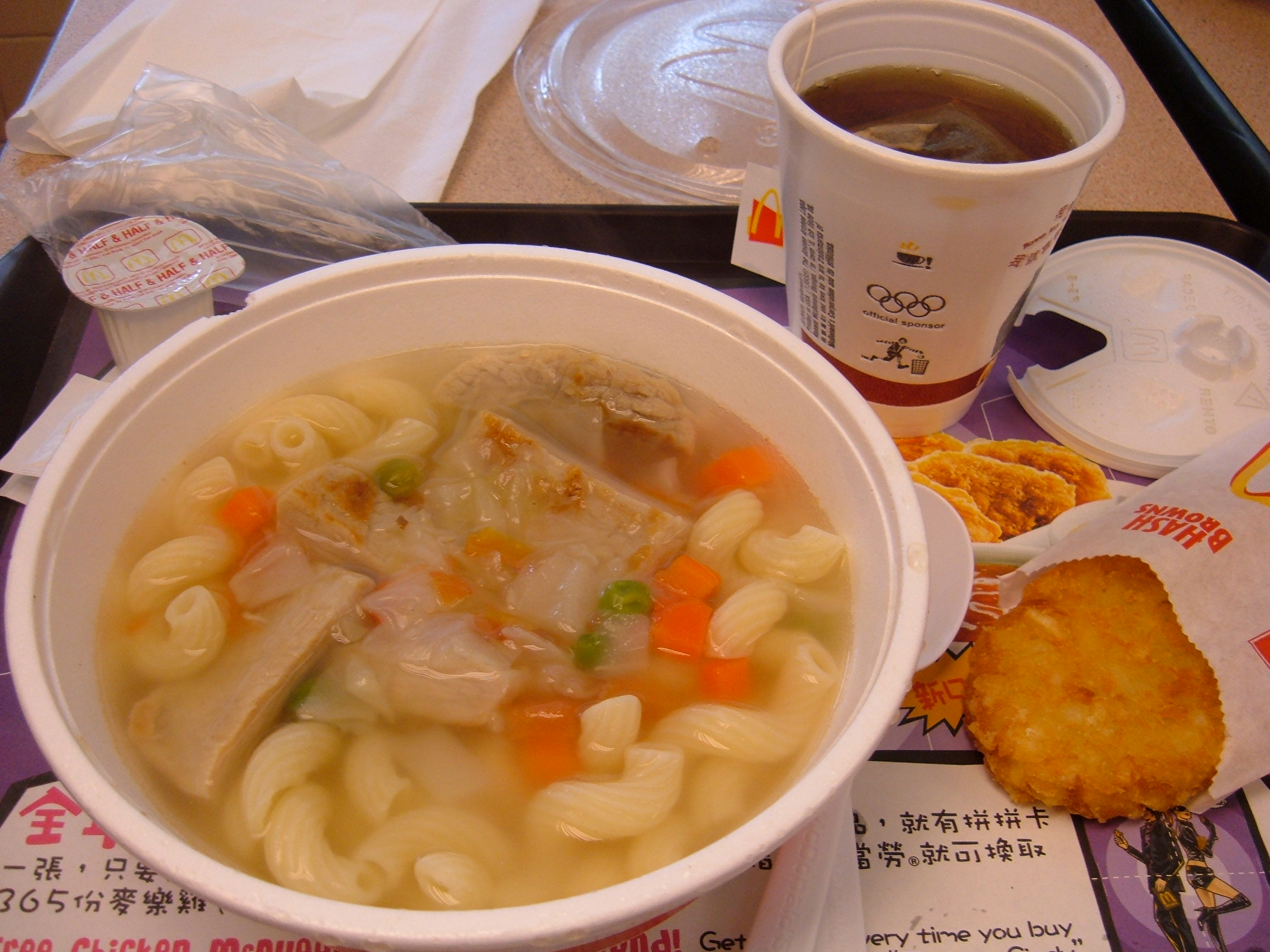
아침 국수

홍콩은 세계에서 가장 번잡한 맥도날드 중 일부를 운영하고 있으며, 많은 곳이 하루 24시간 운영된다. 아침 식사에는 소시지나 닭고기를 넣은 파스타 수프가 포함된다. 일부 지점에서는 감자튀김 대신 옥수수 컵을 제공하거나 단품으로 주문할 수 있다. 디저트에는 팥과 녹두 맛의 소프트 서브 아이스크림이 포함되며, 파인애플 또는 팥 선데이가 때때로 제공된다.
매운 감자튀김, 쇼군 버거(참깨 번에 양상추를 곁들인 데리야키 돼지고기 패티), 샐러드, 토마토 및 호박 수프와 같은 타코 플랫브레드, 라이스 판타스틱(빵 대신 밥 패티가 들어간 버거와 같은 메인 요리)과 같은 계절 또는 기타 한정 판매 식품이 제공된다. 그 외 특선 요리로는 새우 버거, 고추냉이 필레 오 피쉬, 양파링 및 셰이크 셰이크 프라이가 있으며, 해초, 숯불구이, 프렌치 양파, 소금 후추 맛의 양념 감자튀김이다. 현지 번 페스티벌 기간 동안 청차우섬의 음식점에서는 햄버거와 다른 육류 제품 대신 버섯 버거를 판매한다.
장난감, 선물 및 기타 비식품 판촉물은 때때로 제공된다.

### 인도

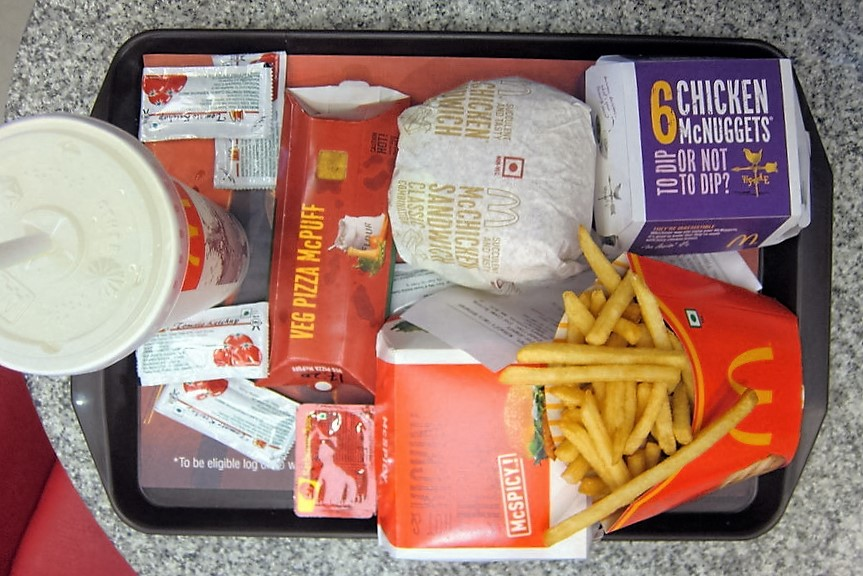
인도 맥도날드에서 판매하는 맥스파이시 치킨, 맥치킨, 피자 맥퍼프, 치킨 맥너겟 및 감자튀김

인도 맥도날드는 할라페뇨 소스를 곁들인 구운 닭고기 이중 패티인 치킨 마하라자 맥과 칵테일 소스를 곁들인 치즈 옥수수 이중 패티인 채소 마하라자 맥을 제공한다. 이 외에도 맥스파이시 버거/랩, 맥그릴, 피자 맥퍼프가 인도에서 판매된다. 맥알루 티키, 맥베지, 맥치킨, 맥에그, 필레오피시 버거, 치킨 랩, 채소 랩, 치킨 케밥 버거는 인도에서 매우 인기가 많다. 최근 인도에서 추가된 메뉴로는 라이스 볼, 비리야니, 난 랩이 있다.
과거 홍보 품목에는 맥파니르와 그릴드 치킨 로얄, 멕시칸 스파이스 치킨과 채소, 아시안 핫 갈릭 딥과 아프리칸 페리 페리 셰이크 셰이크(스파이스 페스트의 일환), 인디 맥스파이시와 맥커리 팬 등이 있다.
인도의 맥도날드는 각각 힌두교와 이슬람교 신자들의 신념을 존중하여 소고기나 돼지고기 제품을 제공하지 않는다. 채식주의자와 육류 기반 식사는 종교법에 따라 음식점의 별도 구역에서 준비된다. 채식주의 요리를 준비하는 요리사는 독특한 녹색 앞치마를 착용하고, 비채식주의 요리사는 빨간 앞치마를 착용한다.

### 인도네시아

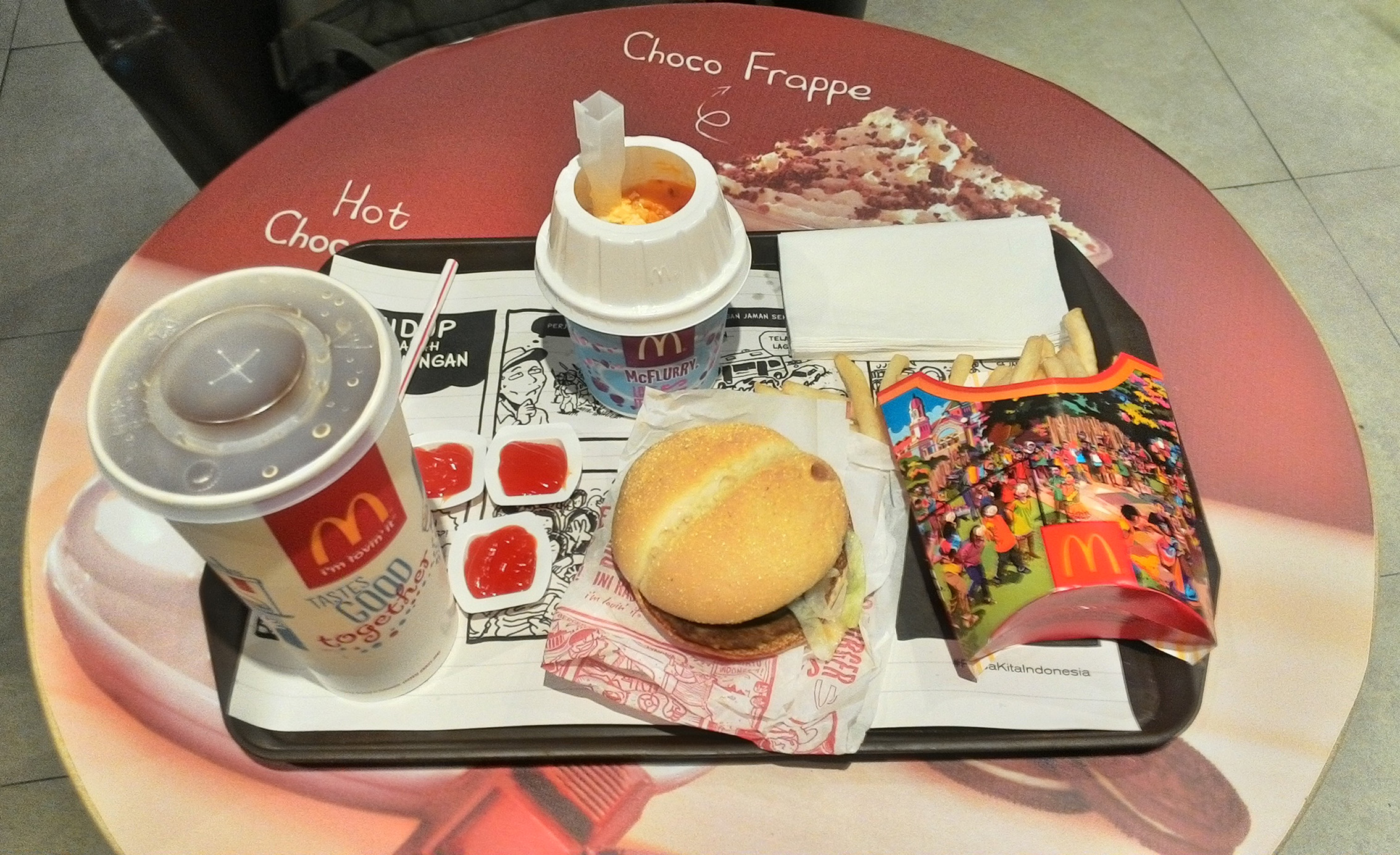
인도네시아 맥도날드 프로모션; 버거 사테, 맥플러리 루작 페다스, 마르키사 소다 차, 감자튀김. 2016년 인도네시아 독립 기념월인 8월에만 한정 판매.

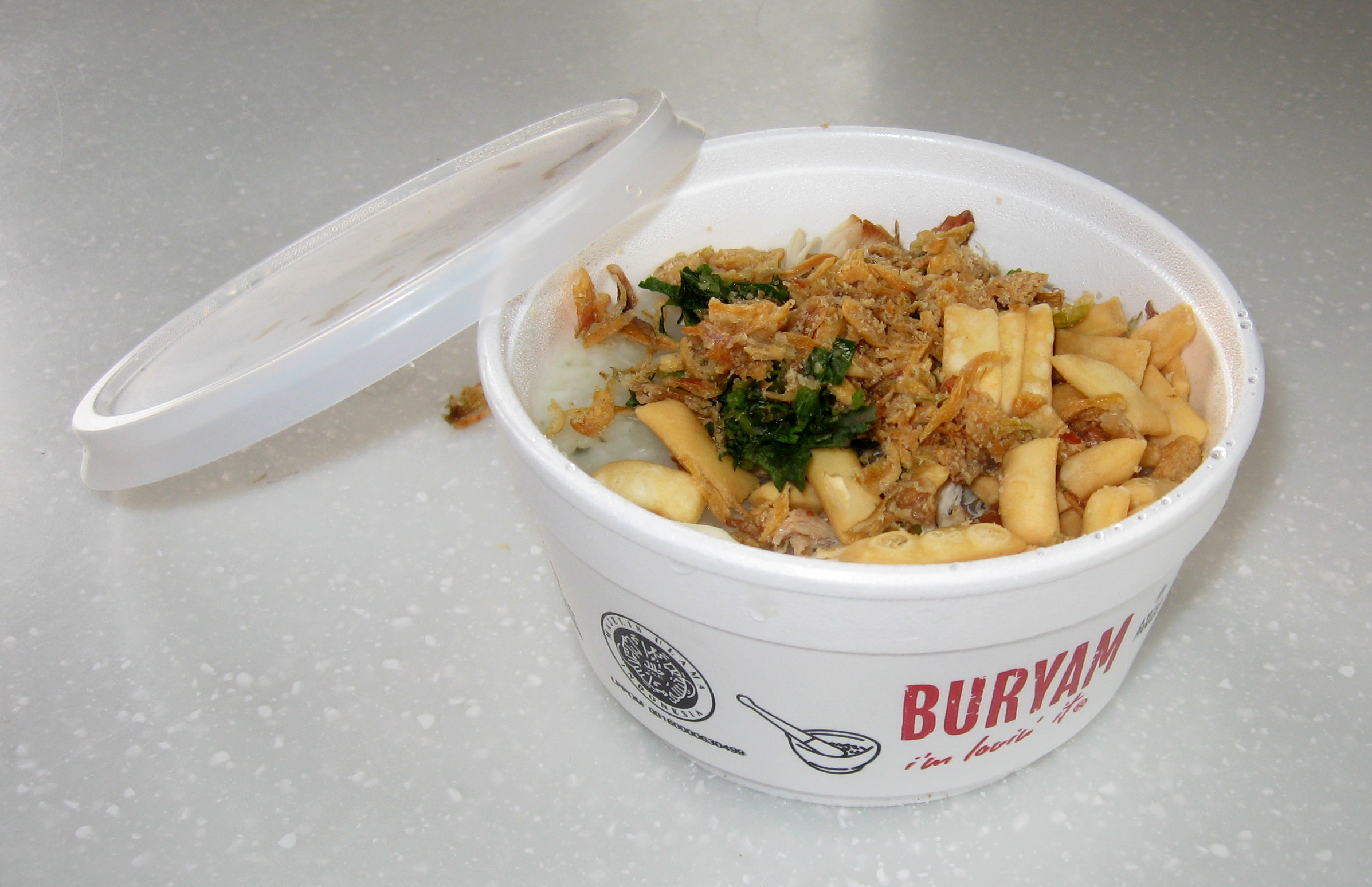
바부르 아얌 (닭죽)

인도네시아의 이슬람 다수 인구에 맞춰, 모든 맥도날드 음식점은 할랄 인증을 받았으며, 이는 베이컨이나 돼지고기 패티를 제공하지 않고 소고기, 닭고기, 생선만 제공한다는 의미이다. 현지 품목으로는 바삭하고 매운 프라이드 치킨, 종이에 싸여 대형 사이즈로 제공되는 작은 쌀 더미인 맥라이스, 크루통과 채소 조각이 들어간 닭고기 맛 수프인 맥수프, 그리고 달걀 프라이 토핑이 추가된 부리암(바부르 아얌의 줄임말)이 나중에 부부르 아얌 스페셜로 이름이 변경되었다. 인도네시아 요리의 필수 요소인 삼발 고추 소스와 토마토 케첩이 양념으로 제공된다.
맥도날드의 프라이드 치킨, 맥라이스, 과일차는 추가 삼발 고추 소스 봉투와 함께 파나스(PaNas, 파켓 나시 또는 "밥 패키지")로 판매된다. 이는 아얌 고렝 (프라이드 치킨)을 밥과 삼발과 함께 먹는 인도네시아 방식을 따른다.
밥과 바부르 아얌 닭죽 외에도, 현지인들이 쌀 기반 음식을 선호하는 것을 반영하여 매운 토마토 치킨과 치킨 데리야키가 도입되었다. 이는 일본의 돈부리 (덮밥) 스타일과 유사하게 양념과 채소를 곁들인 튀긴 닭고기 패티 조각을 밥 위에 올린 것이다.
맥도날드 인도네시아는 또한 춘절, 라마단, 독립기념일 특집과 같이 제한된 기간 동안만 판매되는 계절별 식품도 홍보한다.
춘절 기간 동안에는 두 개의 소고기 패티에 검은 후추 소스를 얹고 다진 양파를 올린 비프 프로스페리티 버거가 판매된다.
라마단 기간 동안 맥도날드 인도네시아는 BBQ 비프 플랫브레드 (2014년), 커리 비프 딜라이트 (2015년), 모로코 버거 (2016년), 아얌 크렘스 (2017년, 2018년, 나시 우둑 추가), 아얌 세룬뎅 삼발 테라시 (2019년), 아얌 스페셜 삼발 바왕 (2020년), 아얌 굴라이 (2021년)를 제공했다.
8월(독립기념일 (인도네시아))과 같은 특정 기간에 맥도날드 인도네시아는 매년 바뀌는 현지에서 영감을 받은 요리를 출시한다. 예를 들어, 2016년에는 버거 사테, 맥플러리 루작 페다스, 마르키사 소다 차를 제공했다. 2020년에는 버거 나시 고렝, 달콤하고 짭짤한 소스를 곁들인 햄버거, 굴라이 맛 감자튀김과 소다 아삼 자와(타마린드 소다), 에스 코피 두리안 젤리 플로트(두리안 맛 아이스 커피)와 같은 요리가 출시되었다. 현지에서 영감을 받은 디저트로는 테 보톨을 곁들인 맥플러리와 콘 탑 에스 텔러(에스 텔러 맛 아이스크림)가 있다.

### 이스라엘

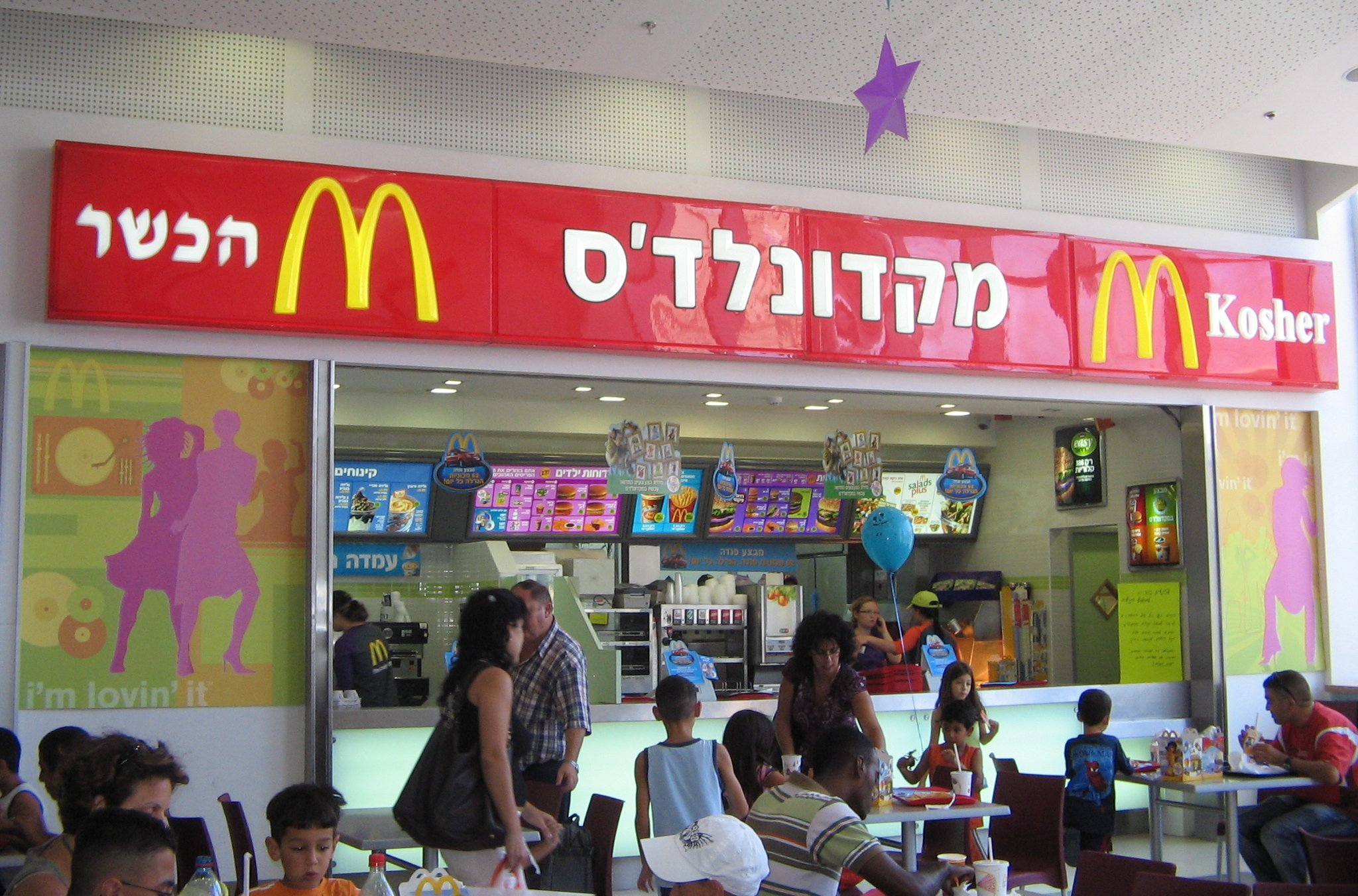
코셔 맥도날드

유일하게 완전히 코셔 인증을 받은 맥도날드는 이스라엘과 아르헨티나에 있다. 이들 지점에서는 패티를 튀기지 않고 숯에 바비큐한다. 일부 코셔 지점은 유제품 기반 디저트를 판매하지만, 별도의 부스에서 판매하여 식품 준비 구역에서 유제품과 육류 제품을 완전히 분리한다. 그러나 이스라엘의 대부분의 맥도날드 매장은 유제품과 육류 제품이 섞인 치즈버거를 제공하므로 코셔 서비스가 아니다.
이스라엘 맥도날드의 특선 메뉴로는 플랫브레드에 제공되는 맥샤와르마와 맥케밥이 있다. 2011년 1월 18일, 맥도날드는 이스라엘에 맥팔라펠 샌드위치를 도입했으나 6개월 후 철회했다. 지난 몇 년 동안 채식 옵션으로 옥수수 스틱(한입 크기의 옥수수 슈니첼)을 추가했다.

### 일본

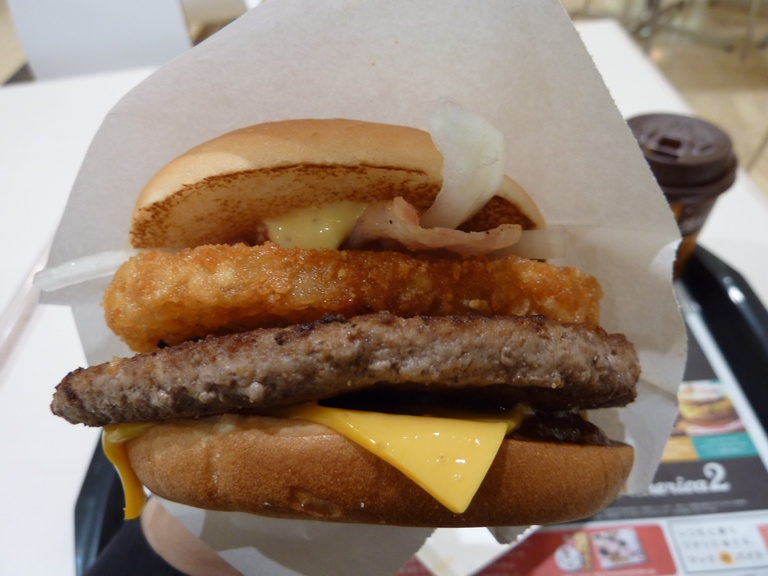
아이다호 버거는 베이컨, 소고기, 양파, 치즈, 후추 소스를 포함한다.

일본 맥도날드의 정규 메뉴 품목에는 돼지고기 패티, 마요네즈, 양상추, 데리야키 소스를 곁들인 데리야키 맥버거, 종이 봉투에 담아 제공되는 튀긴 닭고기 스트립에 치즈나 후추 양념을 봉투에 넣어 흔들어 먹는 샤카 샤카 치킨, 그리고 튀긴 새우 패티와 겨자를 곁들인 필레오에비(새우)가 있다. 아침 (식사) 메뉴에는 피클 렐리쉬, 케첩, 머스타드를 곁들인 핫도그가 있으며, 점심과 저녁에는 달걀과 칠리 소스를 곁들인 칠리 맥핫도그를 제공한다. 일반 소프트드링크(일본에서는 포도 & 멜론 맛 환타와 아이스티 포함) 외에도 일본 맥도날드에서는 우유팩, 미닛메이드 오렌지 주스, 우롱차, 야사이 세이카츠 혼합 채소 주스를 제공한다.
계절 및 한정 판매 품목은 다음과 같다.
- 치킨가스 버거, 간장과 생강으로 맛을 낸 빵가루 입힌 치킨 샌드위치.[26]
- 그라탱 고로케 버거, 새우, 마카로니, 채 썬 양배추, 돈가스 소스로 채워진 고로케(빵가루 입힌 으깬 감자) 샌드위치, 선택적으로 치즈 추가 가능; 겨울에 제공

- 녹차 맛 밀크셰이크

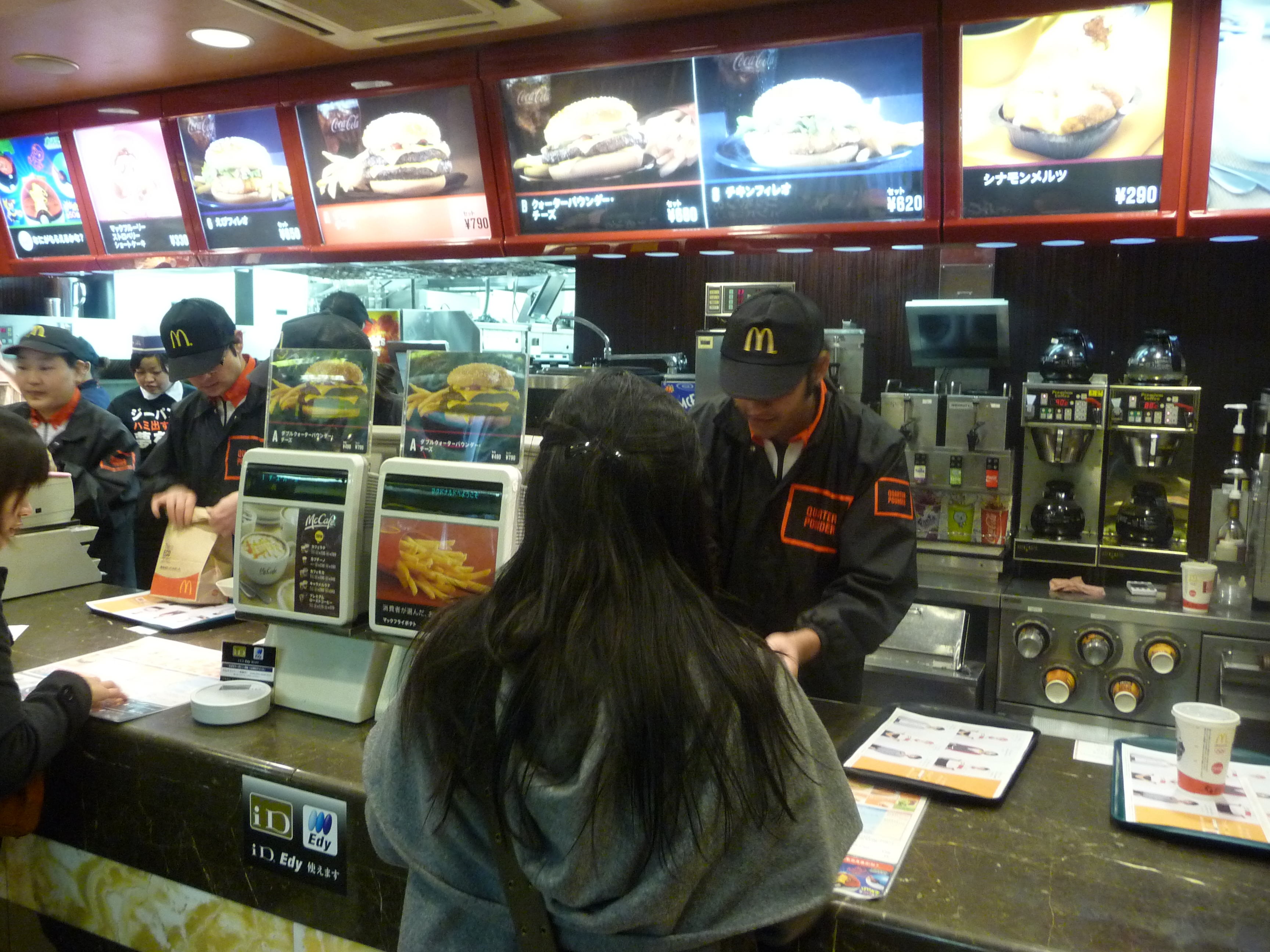
일본 맥도날드 계산대

- 살사 버거, 살사를 곁들인 빵가루 입힌 치킨 샌드위치
- 타마고 더블 맥, 소고기 패티 세 장, 후추 소스, 베이컨, 수란, 선택적으로 치즈가 들어간 햄버거
- 테리 타마 버거, 달걀을 곁들인 데리야키 버거; 봄에 제공
- 타마고 더블 맥, 달걀, 소고기 패티 두 장, 베이컨이 들어간 버거
- 쓰키미 버거("달맞이 버거"), 소고기 패티 한 장, 프라이 소스, 베이컨, 수란(달을 상징), 선택적으로 치즈가 들어간 햄버거; 쓰키미 시즌 전후로 제공
- 우메 너겟, 매콤한 매실 소스를 찍어 먹는 치킨 맥너겟
- 메가 데리야키, 돼지고기 패티 두 장과 데리야키 소스를 곁들인 데리야키 스타일 빅맥 변형
- "쿼터파운더 주얼리" 버거: 2012년 7월 6일 출시된 '골드 링', 2013년 7월 13일 출시된 '블랙 다이아몬드', 2013년 7월 20일에만 출시된 '루비 스파크'[27][28]

일본에서 판매된 다른 한정판 버거 중 일부는 아이다호 버거와 같이 미국의 다른 지역을 기반으로 마케팅되었다.
주일 미군 주둔지 (예: 요코스카 해군 시설 및 사세보 해군 기지)에서는 이용 가능 여부에 따라 미국 및 일본 메뉴가 모두 판매된다.

### 말레이시아

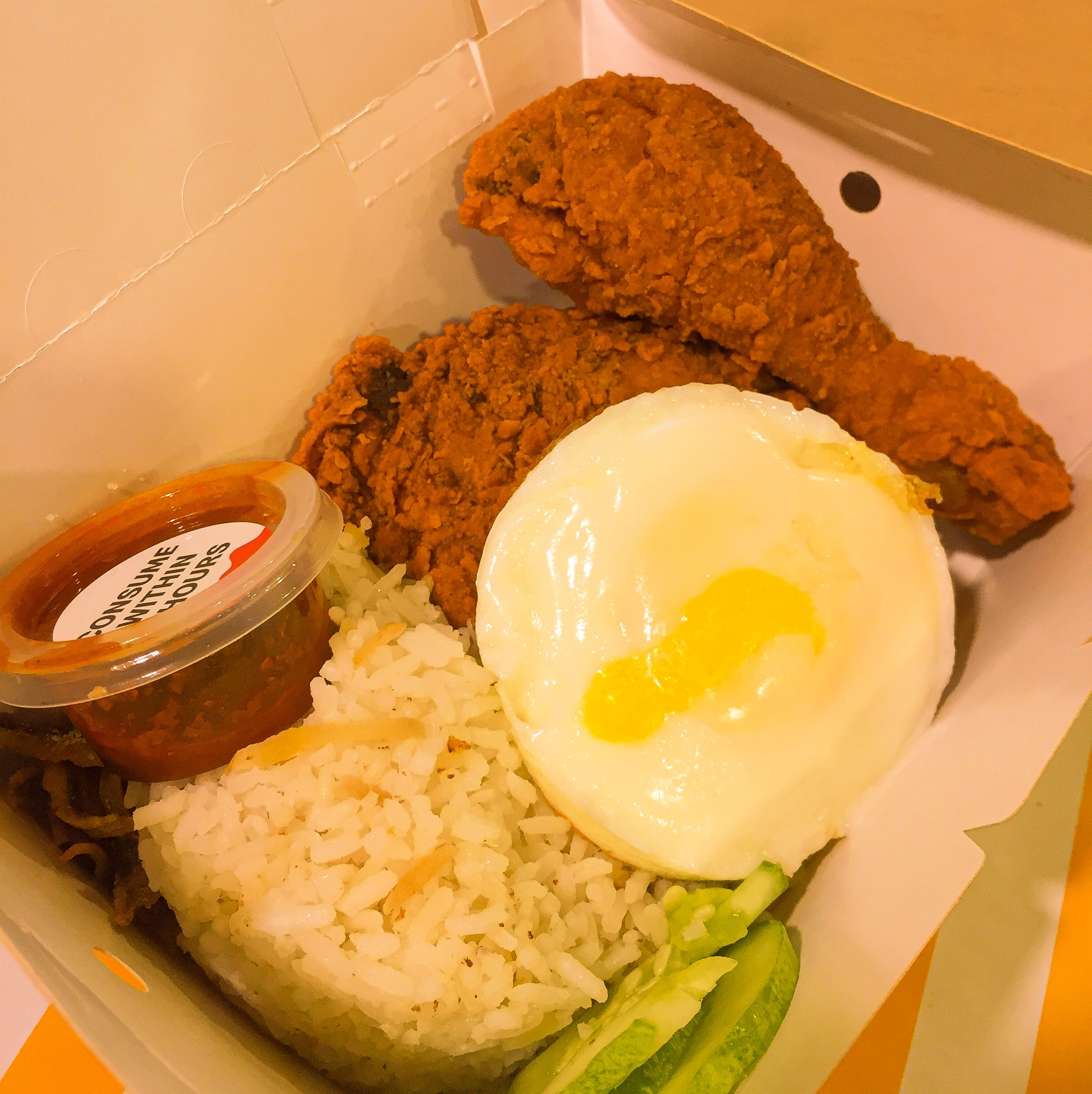
"나시 르막 맥디", 말레이시아화된 맥도날드 메뉴. 전통적인 삼발 (고추장) 소스, 프라이드 치킨, 튀긴 멸치 요리, 오이 슬라이스, 계란 프라이와 함께 제공되는 나시 르막 (코코넛 밥).

대부분의 이슬람 다수 시장과 마찬가지로 말레이시아의 모든 맥도날드는 말레이시아 이슬람 개발부의 감독하에 이슬람 식사법(할랄)을 준수한다. 정부는 또한 맥도날드의 음식 준비에 대해 자문하기 위해 두 명의 이슬람법 전문가를 임명한다. 따라서 육류는 할랄 방식으로 도축되며, 말레이시아 메뉴에는 돼지고기와 베이컨이 없다.
말레이시아 시장에서 가장 많이 팔리는 현지 음식 중 하나는 원래 맥도날드 프라이드 치킨으로 불렸던 아얌 고렝 맥디(Ayam Goreng McD)이다. 1986년 3월에 출시되었다. 2000년에 제품 이름이 치킨 맥크리스피로 변경되었고, 2002년에는 현지 문화를 반영하여 아얌 고렝 맥디로 다시 변경되었다. 프라이드 치킨에는 일반과 매운맛 두 가지 종류가 있다. 세 번째 버전인 엑스트라 스파이시 아얌 고렝은 2019년 7월부터 11월, 2021년 11월부터 12월, 2023년 8월에 주기적으로 판매되었다.
말레이시아 맥도날드는 2002년 7월 부부르 아얌 맥디(Bubur Ayam McD, "맥디 치킨 죽")를 출시하며 현지 입맛을 사로잡기 위한 첫 시도를 시작했다. 이는 밥 죽에 파, 얇게 썬 생강, 튀긴 샬롯, 다진 고추를 곁들인 닭고기 스트립이다. 부부르 아얌 맥디의 성공으로 이 죽은 인도네시아와 태국의 지역 맥도날드 시장에 도입되었다. 이 제품의 유사한 파생 상품인 부부르 이칸 맥디(Bubur Ikan McD, "맥디 생선 죽")도 뒤를 이었으나, 후자는 주기적인 판매로만 제공되었다.
말레이시아 시장에 특화된 다른 인기 메뉴로는 바삭하고 양념된 닭 넓적다리, 양상추, 특제 소스를 옥수수빵에 넣어 만든 스파이시 치킨 맥디럭스 버거, 구운 닭 넓적다리에 양상추와 숯불구이 소스를 곁들여 토스트한 참깨빵에 제공하는 GCB("구운 치킨 버거"), 전통 삼발 소스, 프라이드 치킨, 오이 슬라이스, 써니 사이드 업 계란과 함께 제공되는 코코넛밥 세트인 나시 르막 맥디, 그리고 아이스 마일로 음료 등이 있다. 동시에 국제 시장에서 흔히 볼 수 있는 일부 품목은 말레이시아 매장에서는 더 이상 판매되지 않는데, 빅 앤 테이스티와 쿼터파운더 등이 그 예이다.

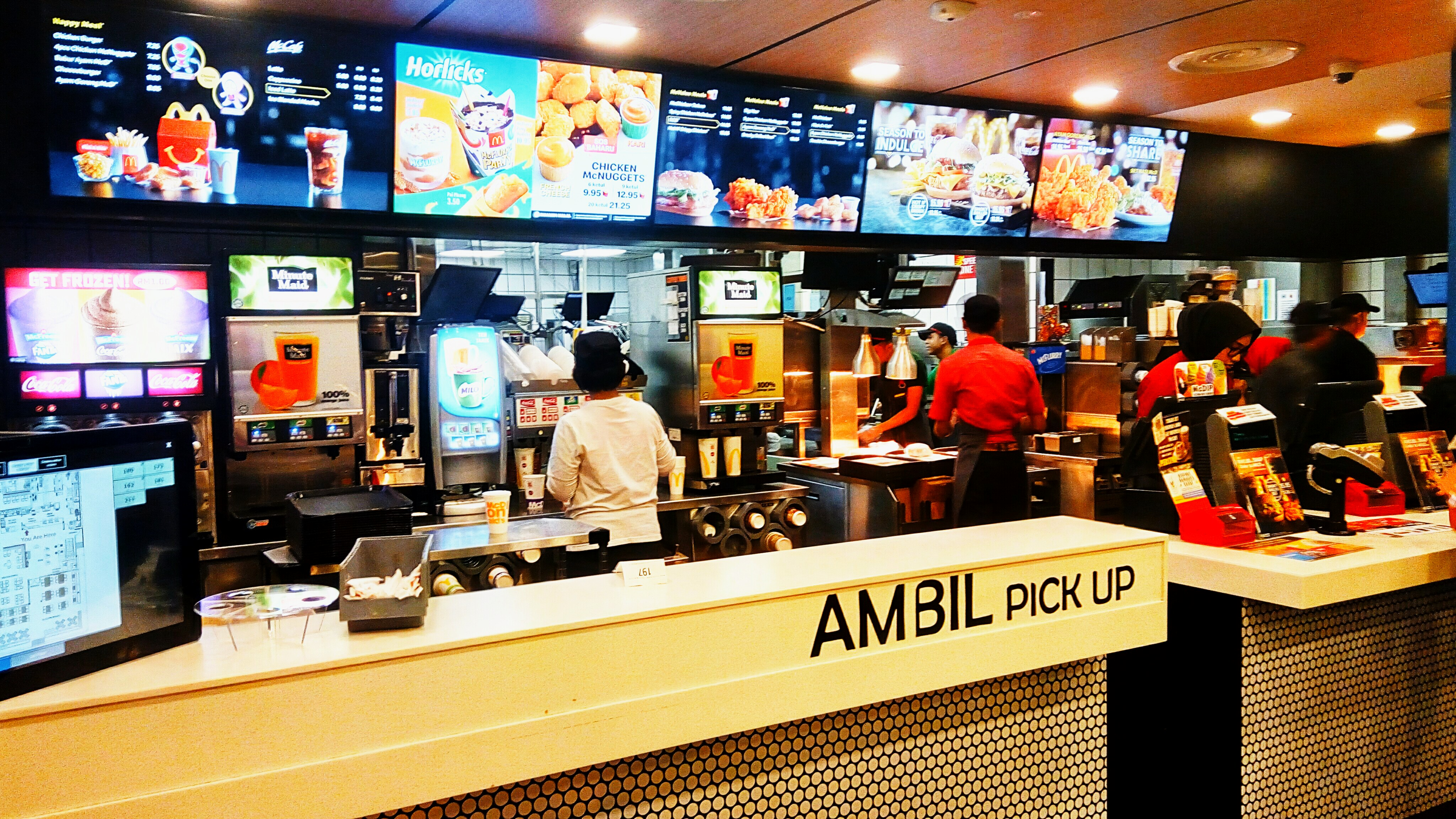
말레이시아 샤알람의 맥도날드 계산대

맥도날드의 전 세계 비즈니스 모델과 유사하게, 현지, 국제, 퓨전 메뉴에서 영감을 받은 주기적 및 한정 판매 품목도 일반적으로 메뉴에 포함되어 나시 르막 버거, 그린 커리 소스를 곁들인 태국 생선 버거, 하와이안 디럭스 버거, 멕시카나 치킨 버거, 버거 쇼크(말레이시아 스타일 버거) 등이 출시되었다. 특선 디저트 및 음료로는 허쉬 선데, D24 두리안 맥플러리 파티, 첸돌 선데, 솔티드 캐러멜 파이, 바나나 캐러멜 파이, 레드 벨벳 맥플러리, 리치 (식물) 파이, 코코야자 파이, 풀룻 히탐(블랙 찹쌀) 파이, 반둥 (음료) 음료, 그리고 파이 라 모드가 있다. 일부 임시 식품 품목은 핫 & 스파이시 맥셰이커 감자튀김, 스파이시 치킨 너겟, 사무라이(일본 스타일 버거), 스파이시 코리안 버거, 리오(브라질에서 영감을 받은 버거)의 경우처럼 주기적으로 다시 등장하기도 하며, 일부는 GCB 버거의 경우처럼 말레이시아 맥도날드의 영구적인 품목으로 흡수되기도 했다. GCB 버거는 2010년에 잠시 출시된 후 2013년부터 영구적인 품목이 되었다.
맥도날드 말레이시아는 또한 다민족 국가의 주요 축제 및 기념일을 기념하기 위한 계절 메뉴를 선보였다. 1994년부터 맥도날드 말레이시아는 춘절 축제 기간 동안 프로스페리티 버거를 출시했으며, 이 메뉴는 이후 브루나이, 싱가포르, 인도네시아, 대만, 홍콩에 소개되었다. 이 버거는 소고기 및 닭고기 종류로 제공되며, 검은 후추 소스와 신선한 양파가 참깨빵에 올려져 있다. 추가적으로, 2015년에서 2018년 사이, 그리고 2021년에서 2024년 사이에 맥도날드 말레이시아는 골든 프로스페리티 버거도 계절 메뉴에 포함시켰으며, 버거 패티 위에 해시 브라운 한 조각이 추가된다. 2019년에서 2020년 사이에는 피쉬 프로스페리티 버거라는 생선 기반 옵션도 제공되었다. 프로스페리티 버거는 일반적으로 용수철감자와 함께 제공된다. 한편, 2015년부터 이슬람의 성월인 라마단 기간 동안에는 폴드오버(맥아라비아와 동일)를 고객에게 제공하며, 폴드오버에는 라지즈 폴드오버(아랍어로 "맛있는"이라는 의미) 닭고기 패티와 마늘 소스, 그리고 마슈위 폴드오버(표준 아랍어로 "음식"이라는 의미) 구운 소고기에 매운 소스를 얹은 두 가지 종류가 있다.
2019년 8월, 체인은 말레이시아 국경일을 기념하여 "맥디(Mekdi)"라는 현지 발음을 대체 이름으로 잠시 채택했다. 2020년에는 16개 말레이시아 매장이 이 이름을 간판에 임시로 사용했다.
2023년 5월, 맥도날드 말레이시아는 쿼터파운더와 스파이시 비프 디럭스의 단종을 발표했다. 이 발표로 인해 두 메뉴 모두 남은 재고를 소진하기 위해 일정 기간 동안 원래 가격보다 크게 할인되었다. 이 할인은 2023년 8월 초에 메가 맥과 함께 단종될 때까지 지속되었다. 더블 GCB, 더블 스파이시 치킨 맥디럭스, 더블 필레오피시, 트리플 치즈버거와 같은 다른 버거는 추가 요금으로 메뉴에서 계속 주문할 수 있다.

### 파키스탄

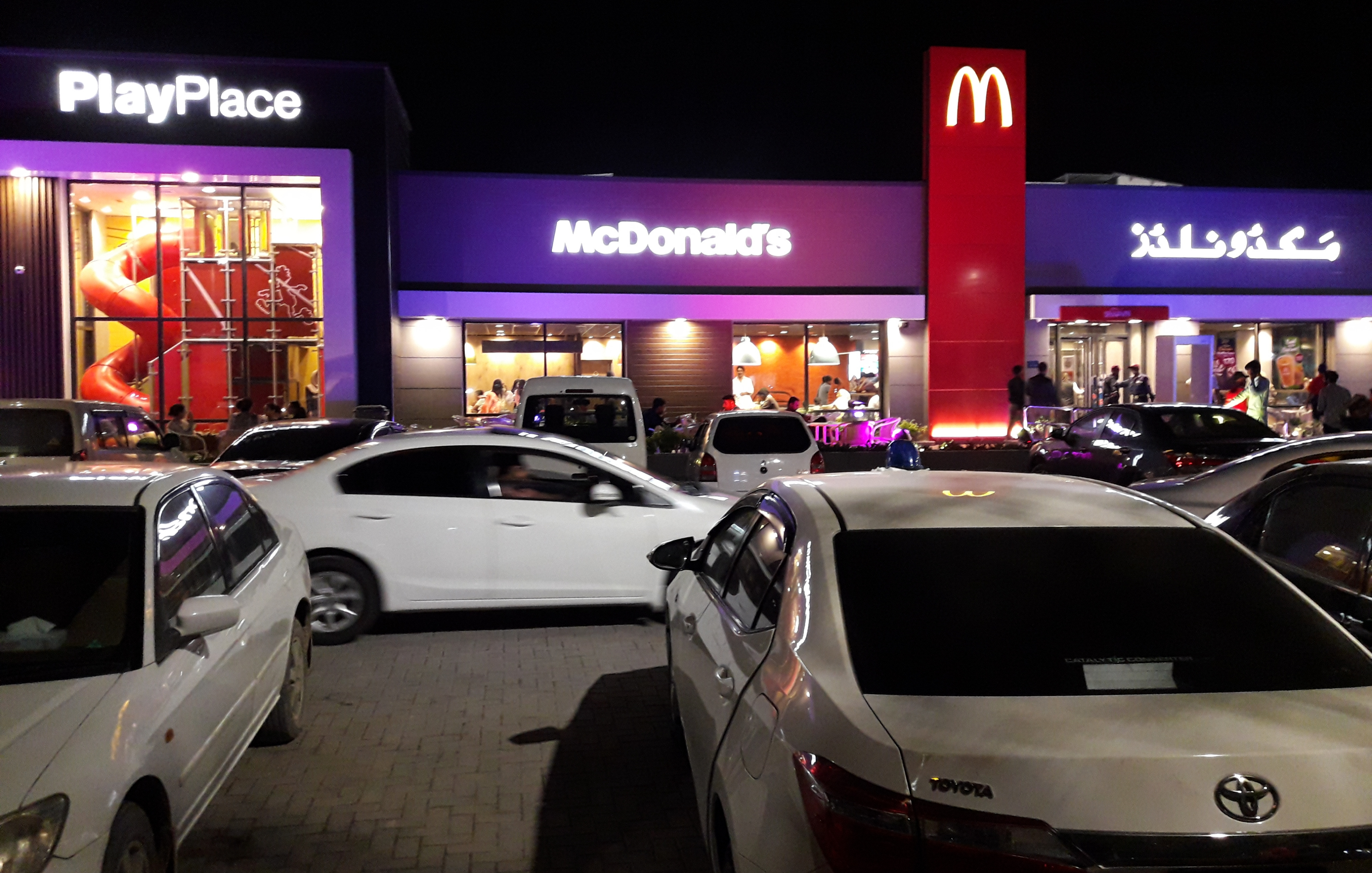
사르고다 퀸즈 로드의 드라이브 스루 및 플레이플레이스 매장
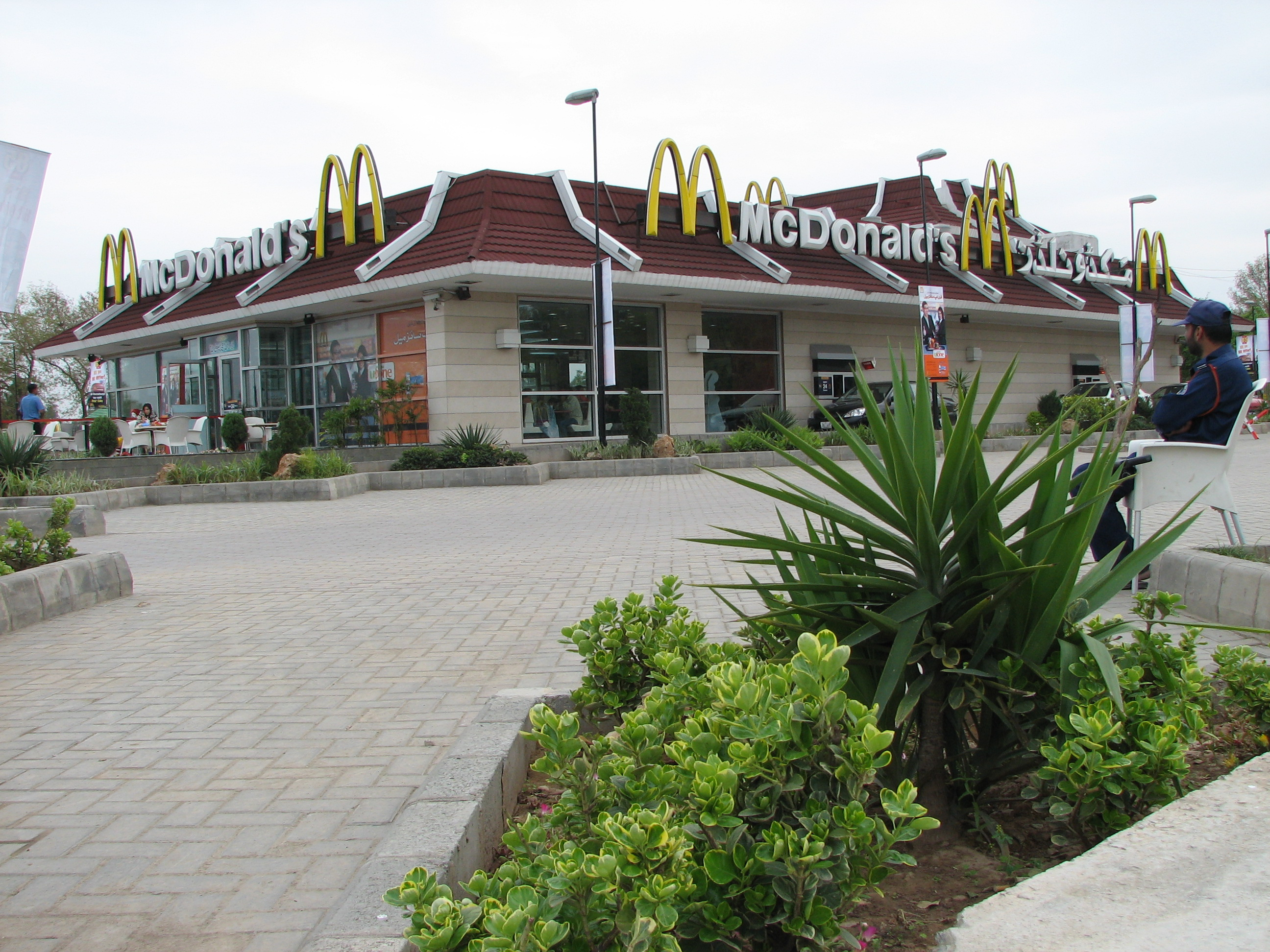
이슬라마바드 F-9 공원의 드라이브 스루를 갖춘 단독 맥도날드 매장
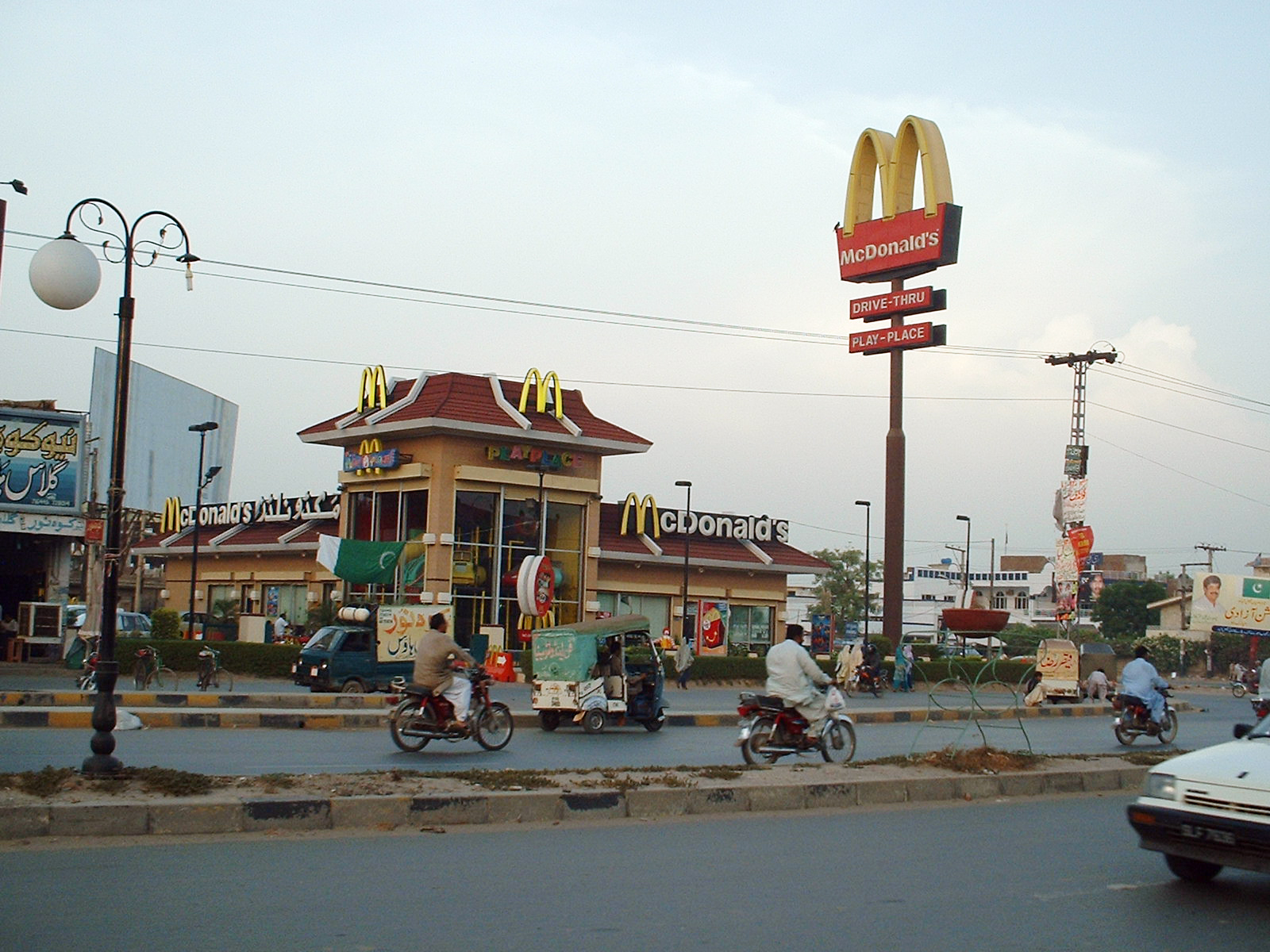
파이살라바드 바탈라 콜로니의 맥도날드 매장

맥도날드 파키스탄은 현재 전국 24개 주요 도시에 71개의 매장을 운영하며 수백만 명의 고객에게 서비스를 제공한다. 파키스탄에서 맥도날드의 첫 매장은 1998년 9월 라호르에 설립되었고, 일주일 후 카라치에 두 번째 매장이 문을 열었다. 프랜차이즈 지점은 카라치, 라호르, 파이살라바드, 이슬라마바드, 라왈핀디, 구지란왈라, 페샤와르, 물탄, 하이데라바드, 퀘타, 사르고다, 바하왈푸르, 시알코트, 수쿠르, 셰이쿠푸라, 라힘야르칸, 데라가지칸, 구지라트, 사히왈, 아보타바드, 젤룸, 바하왈푸르 등을 포함한다. 가장 많은 매장이 라호르에 있으며, 그 다음으로 카라치와 이슬라마바드-라왈핀디에 있다.
파키스탄의 모든 맥도날드 매장은 할랄 인증을 받았다. 맥도날드 파키스탄 메뉴는 다양한 닭고기, 소고기, 생선, 햄버거 및 치즈버거와 함께 프라이드 치킨, 너겟, 감자튀김 등으로 구성된다. 이 외에도 맥도날드 파키스탄은 여러 종류의 과일 파이, 디저트, 아이스크림 등을 제공한다. 또한 음료로는 주스, 셰이크, 소프트드링크를 제공한다. 맥도날드의 맥카페는 카푸치노, 머핀, 라떼, 프라페, 핫 초콜릿, 케이크 등 다양한 품목을 제공한다. 2019년 3월, 맥도날드는 파키스탄에 번 케밥(Bun Kabab, 현지 안데이 왈라 버거의 변형)이라는 새로운 식품을 도입했다. 파키스탄에서는 아이스크림 콘을 제외한 모든 맥도날드 메뉴 품목을 배달할 수 있다.

### 필리핀

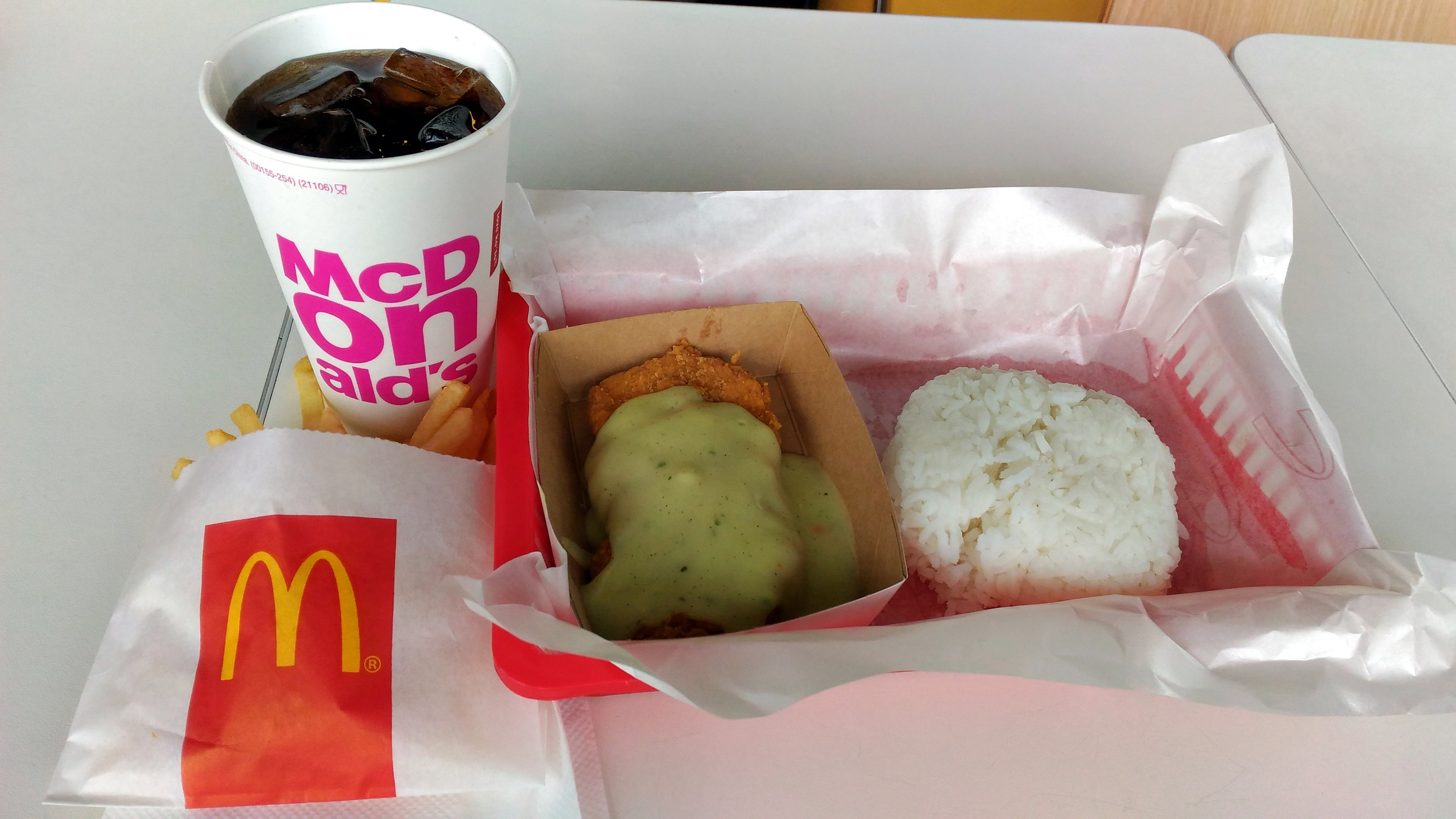
필리핀 맥도날드 메뉴의 예: 감자튀김, 콜라, 밥이 함께 제공되는 치킨 필레 알라 킹.

대부분의 필리핀 사람들은 맥도날드를 구어적으로 "맥도(McDo)"라고 부르며(줄임말은 "미키 디즈"와 같다), 이 용어는 맥도날드 필리핀이 채택하여 대부분의 제품 이름을 이 용어에서 따왔다. (그러나 "맥도"의 공식적인 사용은 2019년 말에 중단되었고, 이제 품목 이름 외에는 원래 이름인 맥도날드로 불린다.) 필리핀 맥도날드의 메뉴 품목에는 맥스파게티, 치킨 맥도, 버거 맥도, 맥크리스피 치킨 샌드위치가 포함되며, 이는 필리핀 최대 패스트푸드 체인인 졸리비와 경쟁하기 위함이다. 2001년부터 2003년, 그리고 2006년부터 2007년까지는 빵 번 대신 밥을 번 모양으로 만든 맥라이스가 소고기 및 닭고기 샌드위치에 대체로 사용되었다. 아침 식사 메뉴에는 필리핀 요리 소시지인 롱가니사가 밥과 계란 프라이와 함께 제공되며, 파인애플 글레이즈 시럽, 마요네즈, 캐나다 베이컨을 곁들인 판데살 빵에 스크램블 에그, 치즈 또는 둘 다를 곁들인 함데살이 있다. 또한 판데살, 치즈, 스크램블 에그가 들어간 치지 에그데살도 있다.
일부 파이는 파인애플과 토란 맛으로 나오지만, 맥도날드 애플 파이는 모든 지점에서 판매된다. 일부 지점에서만 밀크셰이크를 판매한다. 트위스터 프라이는 계절별로 판매되며, 셰이크 셰이크 프라이는 종이봉투에 담아 맛 가루(바비큐, 치즈 버터, 사워 크림, 케첩, 피자 맛)와 함께 제공되는 맥도날드 감자튀김이다. 고객은 직접 가루를 봉투에 넣어 흔들어 가루가 감자튀김에 고르게 분포되도록 해야 한다. 이 제품들은 매년 판매된다.
맥도날드 필리핀은 또한 믹스 앤 매치(Mix and Match)를 제공하여 고객이 고정된 할인 가격으로 다양한 품목을 조합하여 자신만의 식사를 만들 수 있도록 한다.
필리핀 맥도날드는 2015년 미니언즈 개봉 시 바나나-오레오 맥플러리와 바나나 맥플로트와 같이 영화 관련 제품을 계절별로 홍보한다.

### 사우디아라비아
사우디아라비아의 모든 맥도날드는 할랄 인증을 받았다. 사우디 지점은 매운 맥치킨, 맥아라비아, 빅 테이스티를 판매하며, 빅 테이스티는 일부 유럽 지점에서도 판매된다.

### 싱가포르
싱가포르 지점에서는 매운 닭고기 버거인 맥스파이시를 제공한다. 섬 내 모든 지점에서는 24시간 맥딜리버리 서비스를 이용할 수 있다. 싱가포르의 모든 맥도날드 매장은 이슬람 인구를 위해 할랄 인증을 받았다.
2011년, 미국의 서부 해안 항구 혼잡으로 인해 인기 있는 치킨 맥너겟용 카레 소스가 한동안 공급되지 않아 대중의 불만을 샀다. 비슷한 위기가 2015년에도 발생했다.
2016년 7월, 맥도날드는 한정판으로 테이크아웃용 카레 소스 병(375ml)을 출시했으며, 영수증당 4개 구매로 제한되었다. 이 제품은 엄청난 인기를 끌었고, 여러 매장에서 재고가 매우 빠르게 소진되었다.
맥도날드는 2016년 솔티드 에그 요크 치킨 버거를 출시하고, 소금 & 후추 셰이커 프라이와 굴라 멜라카 맥플러리를 함께 선보이는 등 싱가포르 메뉴에 여러 특별 추가 메뉴를 도입했다.
맥도날드는 또한 싱가포르 국경일 및 공휴일(예: 춘절, SG50)과 관련된 신제품 및 업그레이드된 제품을 출시했다.

### 대한민국

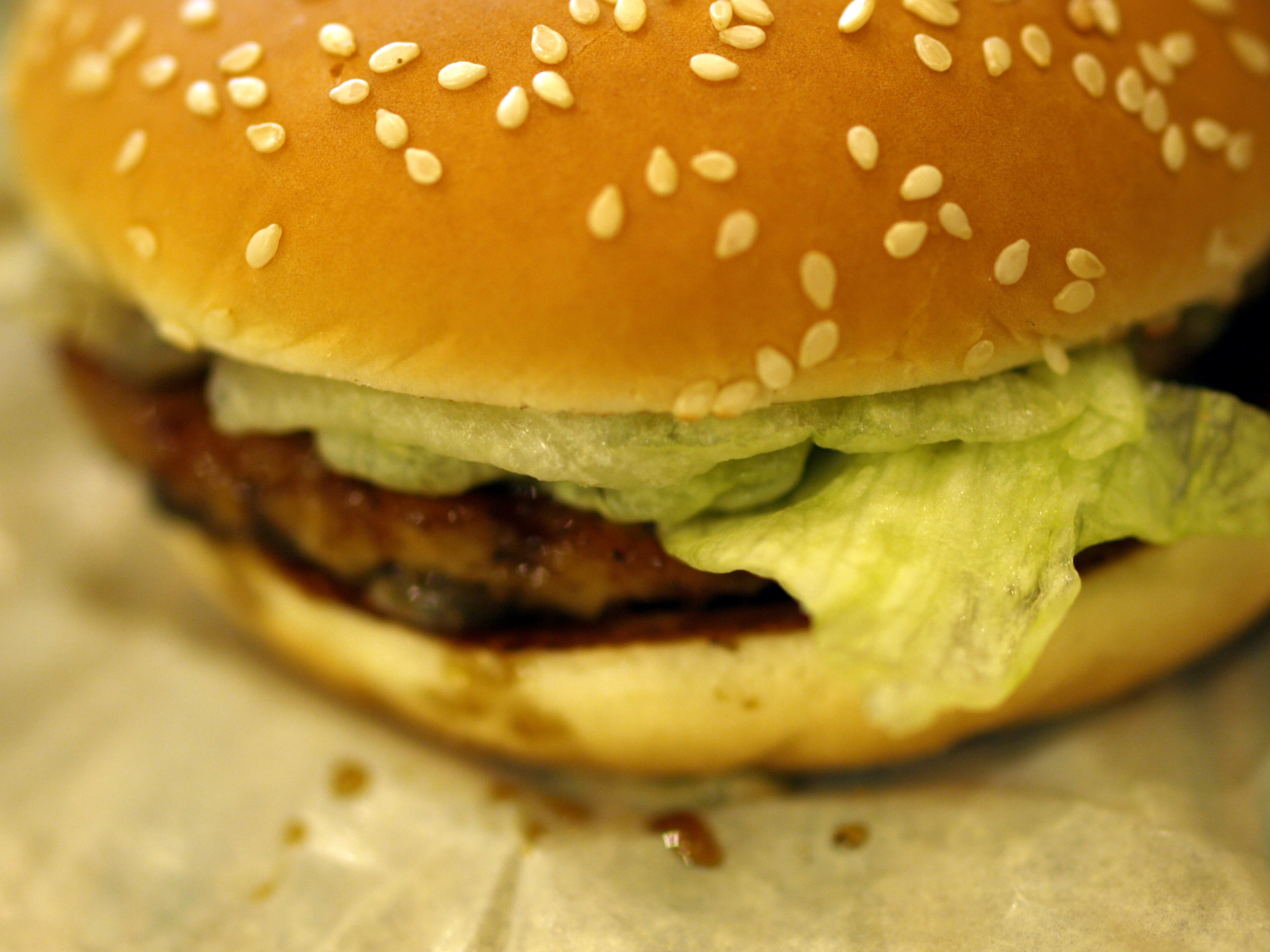
대한민국 맥도날드의 불고기 버거

대한민국의 맥도날드 매장은 새우 버거와 불고기 양념 돼지고기 패티가 들어간 불고기 버거를 판매한다. 불고기 맛 소스는 한국의 모든 맥도날드에 양념을 공급하는 대형 식품 제조업체인 오뚜기에서 개발했다. 24시간 맥딜리버리 서비스는 2007년에 시작되어 현재 대한민국 전역에서 이용 가능하다. 맥딜리버리 앱은 구글 플레이와 애플 스토어에서 모두 이용 가능하다.
디저트 옵션에는 아포가토가 포함된다. 이전 옵션으로는 녹차 맥플러리와 팥빙수와 유사한 계절 메뉴인 맥빙수가 있었다.
맥도날드 코리아는 '한국의 맛'이라는 이름으로 새로운 제품을 출시하기 위해 현지 특산물을 활용하고 있으며, 창녕 마늘 버거, 보성 녹차 버거, 진도 양파 고로케 및 버거 등이 생산된다.

### 스리랑카
2024년 3월, 맥도날드는 스리랑카 전역의 맥도날드 매장에서 식자재 공급의 품질 저하와 비위생적인 식품 문제로 인해 아방스를 스리랑카 현지 파트너에서 제외했다. 아방스는 스리랑카 내 맥도날드 매장 운영 시 국제 위생 기준을 충족하지 못했다는 비판을 받았다. 스리랑카 내 약 12개 맥도날드 매장은 즉시 폐쇄되었고, 맥도날드 간판은 가려졌다.
2024년 3월 24일, 콜롬보 상업고등법원은 아방스가 사업 마케팅 및 홍보 목적으로 맥도날드 이름을 사용하는 것을 금지하는 금지 명령을 내렸다. 콜롬보 상업고등법원은 맥도날드 코퍼레이션이 아방스 PLC의 전무이사인 루시 페스톤지(Rusi Pestonjee)가 맥도날드 이름 또는 이와 유사한 이름을 어떤 식으로든 사용하는 것을 금지하는 소송을 제기한 후 법원 명령을 내렸다.

### 대만

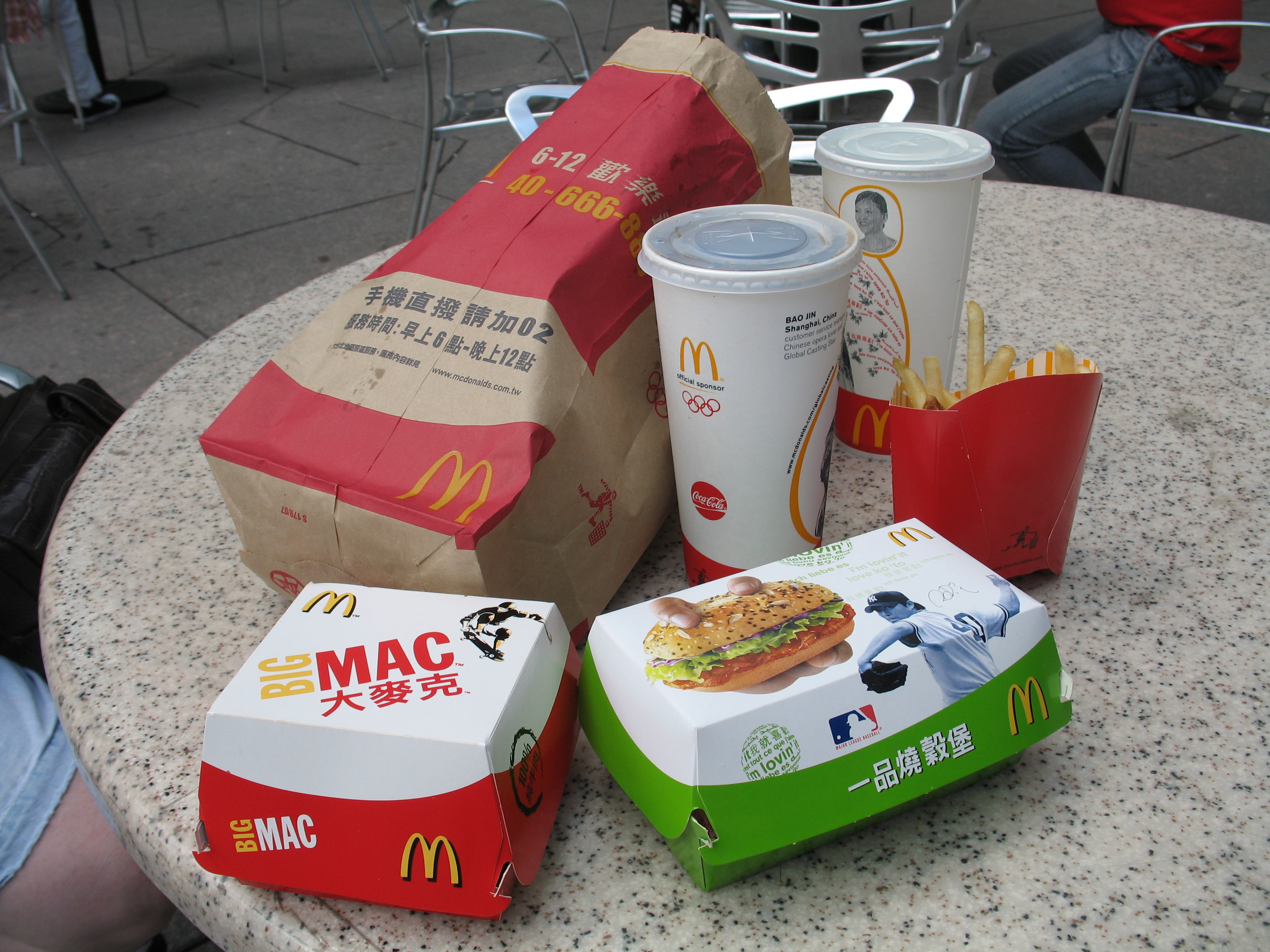
대만 맥도날드의 식사

대만의 맥도날드는 번 대신 밥 패티가 들어간 버거 형태의 '카오 판(烤飯, kǎo fàn, 말 그대로 "구운 밥")'을 판매한다. 이는 맥도날드의 일본 경쟁사인 모스버거의 동명의 제품을 본뜬 것이다. 대만 맥도날드 지점은 TKK 프라이드 치킨과 경쟁하기 위해 프라이드 치킨 다리도 판매한다. 또한, 옥수수 수프는 감자튀김 대신 또는 단품으로 이용 가능하다.

### 태국

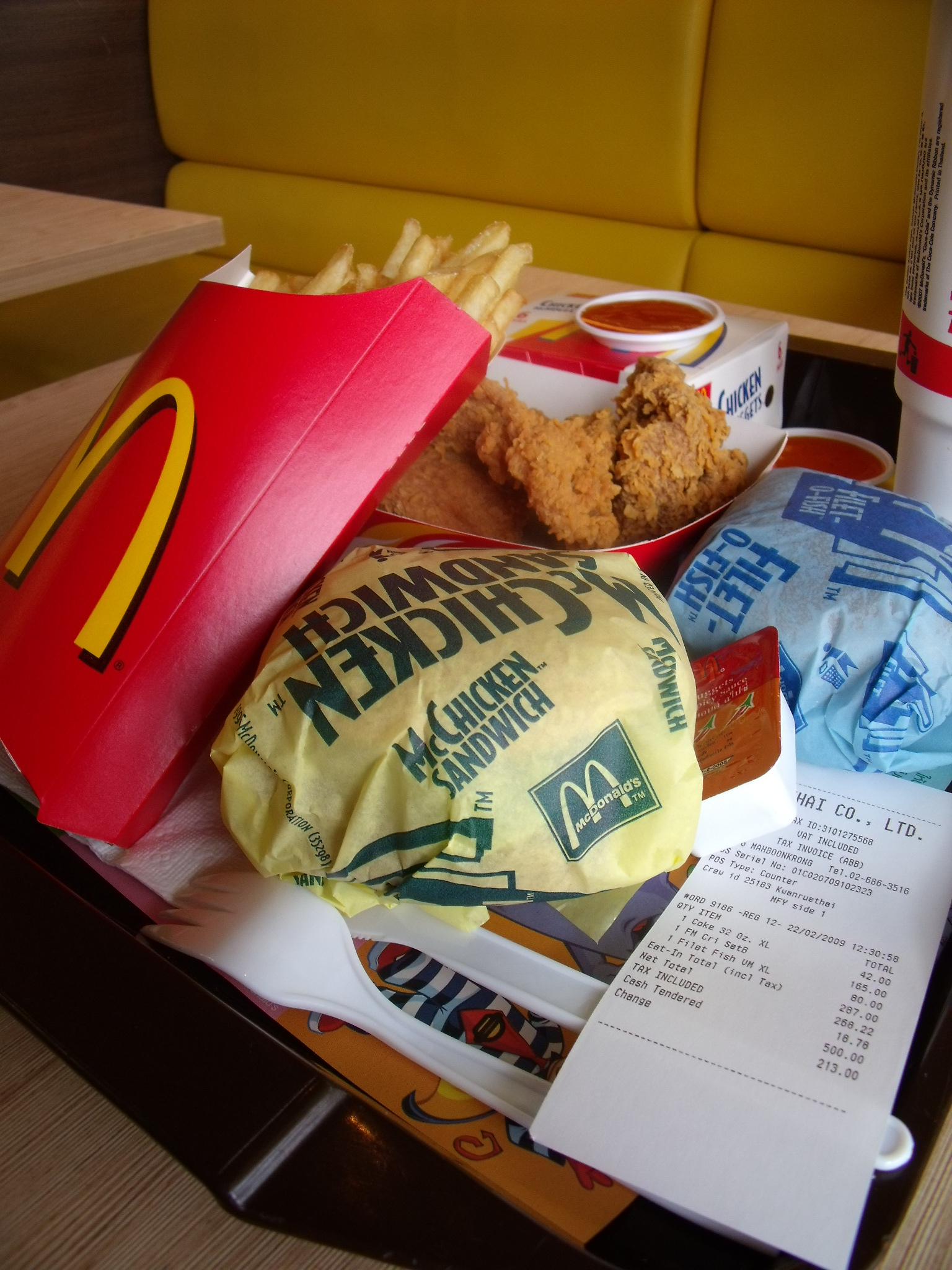
방콕 맥도날드에서 판매하는 맥치킨, 필레오피시, 치킨 맥너겟, 감자튀김, 프라이드 치킨

태국의 맥도날드는 사무라이 돼지고기 버거를 제공한다. 데리야키 소스, 양상추, 마요네즈가 들어 있다. 다른 아시아 시장과 마찬가지로 태국 맥도날드에서는 프라이드 치킨과 매운 닭 날개를 판매한다. 칠리 소스는 양념으로 제공되며, "토마토 소스"도 있다. "미국 케첩"은 코로나19 팬데믹 기간 동안 단종될 때까지 수년간 판매되었다. 다른 태국 특선 메뉴로는 재스민쌀로 만든 밥 패티, 카리브 새우 버거, 쏨땀 파파야 샐러드를 기반으로 한 샐러드 셰이커가 있다. 태국 맥도날드 음식점에서는 메가 애니멀스 맥(더블 빅맥으로 알려짐)을 연중 내내 판매한다.
2013년 10월 1일부터 13일까지, 또는 재고 소진 시까지 맥도날드는 매년 "킨 J" 기간 동안 중국계 사람들이 채식만 하는 전통에 맞춰 "맥베지" 버거를 제공했다. 맥베지는 감자, 비트, 완두콩, 당근으로 만든 완전 채식 튀김 패티에 양상추와 데리야키 소스를 얹은 것이다.

### 아랍에미리트
2016년 현재 아랍에미리트의 맥도날드 표준 단품 메뉴에는 햄버거("비프버거"로 판매), 치즈버거, 더블 치즈버거, 치킨 버거, 채소 버거, 쿼터파운더, 빅맥, 메가 맥, 빅 앤 테이스티, 맥로얄, 맥치킨, 매운 맥치킨, 치킨 맥, 치킨 메가 맥, 그랜드 치킨(클래식, 디럭스, 스페셜, 매운맛), 맥아라비아, 치킨 맥너겟, 필레오피시 샌드위치가 포함된다. 일부 매장에서는 인도식 맥알루 티키 버거도 맥세이버 및 해피밀 라인으로 판매된다.
맥아라비아는 처음에는 닭고기와 소고기 코프타 변형으로 모두 제공되었지만, 닭고기만 표준으로 남았고, 코프타와 수주크 변형은 때때로 제한된 프로모션 기간 동안 다시 도입된다. 다른 한정판 샌드위치로는 디 아시안, 더 멕시칸, 더 프렌치, 더 터키시가 있었다. 표준 메뉴에는 이전에는 치킨 필레, 매운 치킨 필레, 맥윙과 같은 다른 맥도날드 스테이플이 포함되어 있었다.
아랍에미리트의 맥도날드는 할랄 인증을 받은 체인이다.

### 베트남
베트남 맥도날드는 다른 경쟁 체인과 마찬가지로 밥 요리와 프라이드 치킨을 일상 메뉴로 제공한다. 베트남 커피도 이용 가능하다.
2016년, 맥도날드 베트남은 구운 돼지고기 바게트, 둥근 계란을 넣은 햄 치즈 바게트, 채소를 넣은 햄 치즈 바게트를 포함한 바인 미 버전을 출시했다. 이들은 현재 이용할 수 없다.
맥도날드는 2020년 베트남 국경일을 기념하여 퍼 맛 버거를 출시했는데, 소고기 패티, 고수, 계란, 양파, 특제 퍼 맛 소스로 구성되어 있다. 이 버거는 맥머핀과 유사한 특별한 종류의 번을 사용한다.

## 유럽

### 발트 3국
발트 3국에서 대부분의 메뉴는 표준 유럽 패턴을 따른다. 2001년경, 라트비아에서는 라우쿠 맥(Lauku Mac, 라트비아어로 "시골 맥"이라는 의미, 자세한 내용은 폴란드 참조)이 판매되었지만, 나중에 단종되었다. 2022년에는 세 나라의 음식 블로거들이 마에스트로 미식 버거 출시에 기여했다. 마에스트로 비프에는 체다 치즈, 토마토, 할라페뇨고추, 아이스버그 상추, 루콜라, 붉은 양파, 토마토 그릴 소스가 포함된다. 마에스트로 치킨은 체다 대신 에멘탈 치즈를 사용하고 토마토 소스 대신 렐리시 소스를 사용하며 할라페뇨고추와 붉은 양파는 제외한다.

### 벨기에
벨기에 맥도날드는 크로크 맥도(Croque McDo)를 제공하는데, 이는 두 조각의 에멘탈 치즈와 한 조각의 햄을 두 햄버거 빵 사이에 토스트한 것이다. 이는 프랑스와 벨기에에서 볼 수 있는 전통적인 크로크므시외 샌드위치의 변형이다. "벨고" 버거는 베이컨, 벨기에 마레두수 치즈, 볶은 양파, 칵테일 소스가 들어간 햄버거이다.

### 크로아티아
맥컨트리 샌드위치는 크로아티아 맥도날드 음식점의 정규 메뉴 품목으로, 빵에 치즈, 양상추, 토마토, 양파, 특제 소스를 곁들인 두 개의 돼지고기 소시지 패티로 구성되어 있다. 또 다른 정규 메뉴 품목은 토스트에 햄과 치즈 샌드위치인 맥토스트이다. 네덜란드에서 일반적으로 볼 수 있는 마에스트로 버거도 찾을 수 있다. 계절 및 프로모션 행사에는 그리스 및 이탈리아 메뉴가 포함된다.
폴란드에서 판매되는 치커 샌드위치는 크로아티아에서도 판매된다.

### 키프로스
키프로스의 맥도날드는 한때 피타 빵과 자지키 소스를 곁들인 빅맥 변형인 그리스 맥과, 소고기 대신 닭고기 패티가 들어간 그리스 맥인 그리스 치킨을 판매했다. 그리스 맥은 단종되었고 그리스 치킨은 그릴드 치킨으로 이름이 변경되었다. 정교회 신자들이 육식을 하지 않는 사순절 기간 동안에는 새우 버거도 판매된다. 이는 북키프로스가 아닌 키프로스 공화국에만 해당된다. 북키프로스는 국제적인 인정을 받지 못하여 맥도날드가 존재하지 않는다.

### 체코

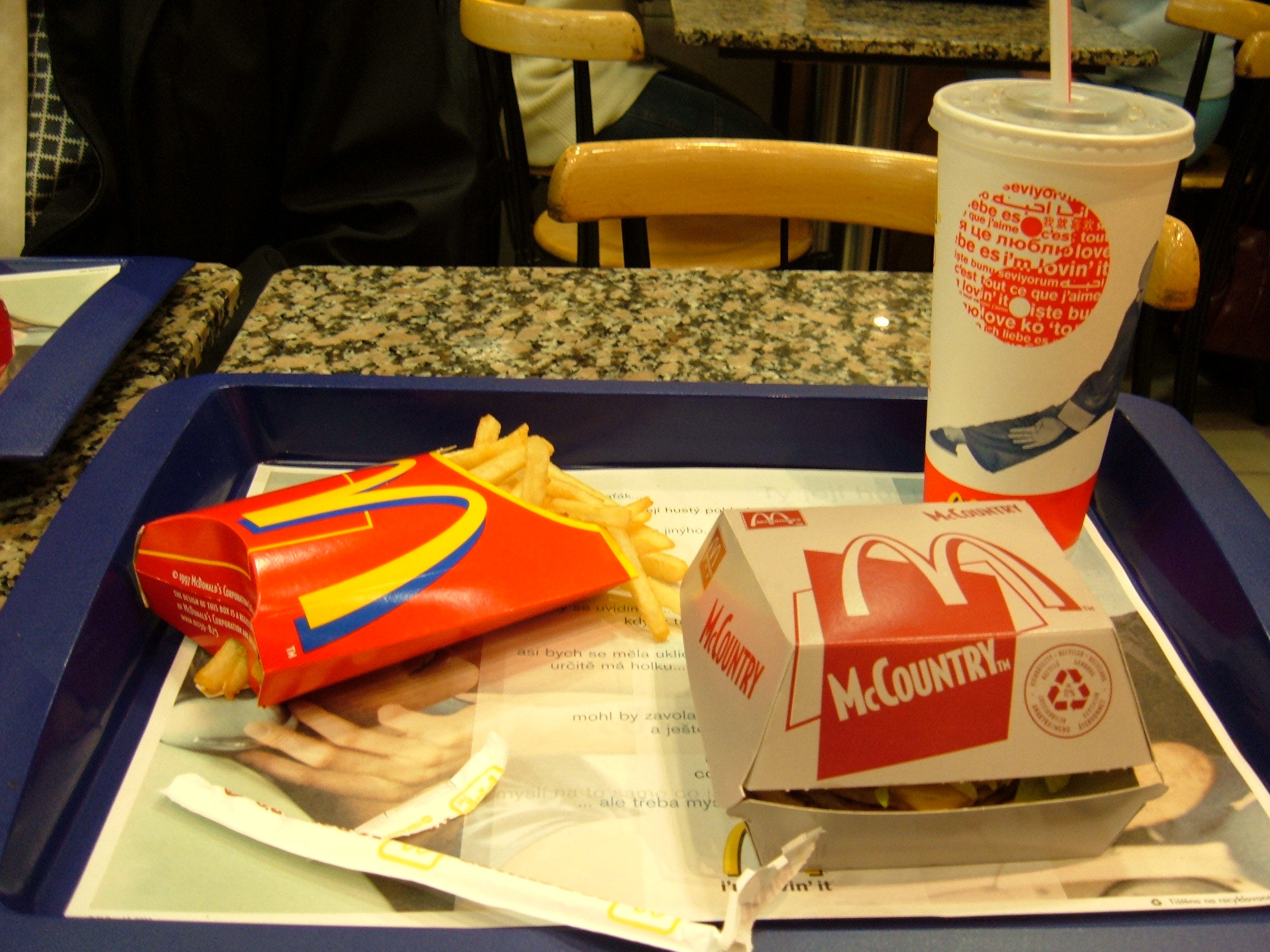
프라하의 맥컨트리 식사

크로아티아에서 판매되는 맥컨트리 샌드위치는 체코에서도 판매된다.
2012년, 맥도날드는 스마제니 시르의 변형인 맥스마자크(치즈 샌드위치의 일종)를 추가했다. 이는 슬로바키아의 맥시르와 유사하다.
2019년 상반기, 맥도날드는 메뉴에서 빅 테이스티 샌드위치를 제거했다. 2019년 6월에 다시 출시되었다.

### 덴마크
맥도날드에서 판매하는 품목 중 고전적인 덴마크 음식을 모방하려는 시도는 감자튀김과 레물라드와 다소 유사한 후추 소스이다. 이는 또한 첫 번째 음식점 개점 이후 오랜 기간 동안 마요네즈 딥을 대체했으며 케첩 외에 유일하게 이용 가능한 양념이었다. 모든 덴마크 맥도날드 음식점은 "치킨 살사 치즈"라고 불리는 작은 크기의 치킨 버거를 판매한다. 또한 다른 스칸디나비아 사촌들과 마찬가지로 덴마크 맥도날드 음식점은 Daim 맥플러리를 판매한다. 고객은 또한 스웨덴과 노르웨이와 같은 다른 북유럽 국가에서도 판매되는 칠리 치즈 탑을 구매할 수 있다.

### 핀란드
핀란드에서 대부분의 맥도날드 햄버거는 프로모션용 "맥루이스" (McRuis, 맥호밀) 버거의 성공에 힘입어 호밀빵 번으로 주문할 수 있다.
맥피스트는 핀란드에서 처음부터 메뉴에 있었고 여전히 있다.
엘 마코(El Maco)는 살사 소스와 사워크림 소스를 곁들인 버거이다. 엘 마코 식사는 바비큐 양념과 감자튀김과 양념을 넣어 흔들어 먹는 종이 봉투와 함께 제공되며, 일본의 샤카 샤카 치킨과 유사하다. 2018년 맥도날드는 베이컨을 곁들인 빅맥을 출시했다. 또한 스웨덴과 마찬가지로 비건을 위한 맥비건 패티를 랩, 샐러드 또는 버거 형태로 제공한다. 마카롱도 맥카페 제품으로 제공된다. 2018년 초에는 발리오 올테르만니 주우스토나핏(Valio Oltermanni Juustonapit)을 출시했는데, 이는 기본적으로 유명한 핀란드 치즈로 채워진 작은 치즈 너겟이다.

### 프랑스

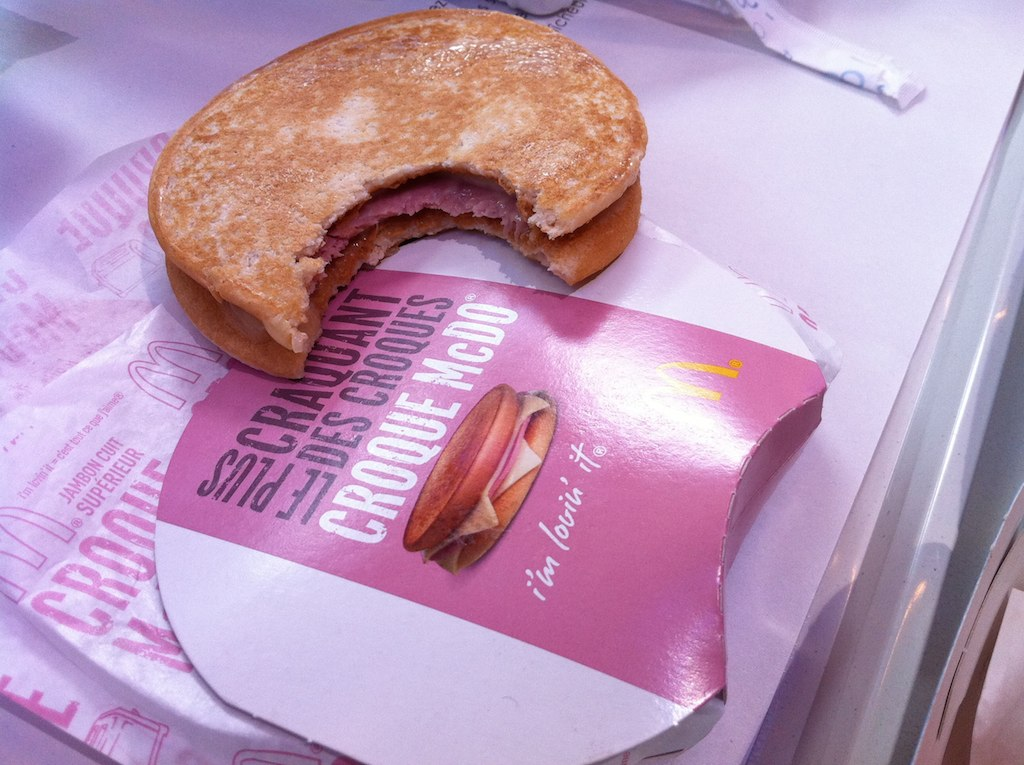
크로크 맥도

프랑스에서 맥도날드는 아침 식사로 도넛을 제공하며, 크로넨버그 맥주를 25cl 또는 33cl 단위로 판매한다. 크로크 맥도와 다양한 쁘띠 플레지르 품목은 벨기에와 모로코에서와 마찬가지로 이용 가능하다. 2016년, 맥도날드는 "아메리칸 서머" 메뉴라고 불리는 여름 메뉴를 출시했으며, 한 버거에는 바삭한 고추가 들어 있다. 프랑스에서 맥도날드는 소고기, 양상추, 토마토, 치즈, 머스타드를 바게트 슬라이스에 넣어 만든 맥바게트도 제공한다.

### 독일
독일 맥도날드의 표준 메뉴 품목에는 햄버거 로얄 TS, 시저 샐러드, 빅 비건 TS라고 불리는 비건 버거, 그리고 시저, 꿀 머스타드, 랜치 드레싱 치킨 랩이 포함된다. 맥립 샌드위치는 대부분의 국가에서 계절 메뉴이지만 독일에서는 영구 메뉴 품목이다.
2013년 2월 중순부터 맥도날드 독일은 순한 맛과 매운 맛의 매콤한 토마토 소스와 커리 파우더를 곁들인 맥커리부르스트를 롤빵 또는 감자튀김과 함께 판매하기 시작했다. 이 품목은 더 이상 판매되지 않으며, 2019년에 맥커리부르스트 치킨으로 잠시 부활했다.
모든 지점에서 맥주를 판매하는 것은 아니다. 독일 양조업체가 소유한 오래된 매장 중 임대 계약에 맥주 판매가 허용된 곳에서는 여전히 제공된다.

### 그리스
그리스의 맥도날드는 현재 전 세계 대부분의 맥도날드에서 볼 수 있는 클래식 맥도날드 품목을 판매한다. 일반 메뉴에는 토스트에 햄과 치즈 샌드위치인 맥토스트, 디럭스 프라이(웨지감자), 빅 테이스티 비프(더블 비프 빅 테이스티도 있음)와 치킨 버거, 그리고 양파링이 포함된다.
사순절 기간 동안 일부 정교회 신자들이 육식을 삼가는 동안, 맥도날드는 또한 맥베지 버거, 새우 버거, 맥랩 새우, 튀긴 채소 스내커, 춘권, 그리고 디핑 소스를 곁들인 튀긴 새우를 제공한다.

### 헝가리
헝가리 맥도날드는 한때 그리스에서 판매되었던 맥팜(소고기 대신 돼지고기 패티가 들어간 버거)을 판매한다. 헝가리에서만 한정 판매되었던 품목으로는 인기 있는 헝가리 아침 식사 음식인 란고시의 맥도날드 버전과 "헝가리 맛" 메뉴가 있었다. 헝가리에서만 스파이시 돼지고기 버거와 머스타드 돼지고기 버거를 맛볼 수 있다. 이 외에도 상상력이 풍부한 판타지 이름이 붙은 계절 "마에스트로 패밀리" 메뉴도 있다 (예: 브루탈 브루투스, 솜 롤리).

### 이탈리아

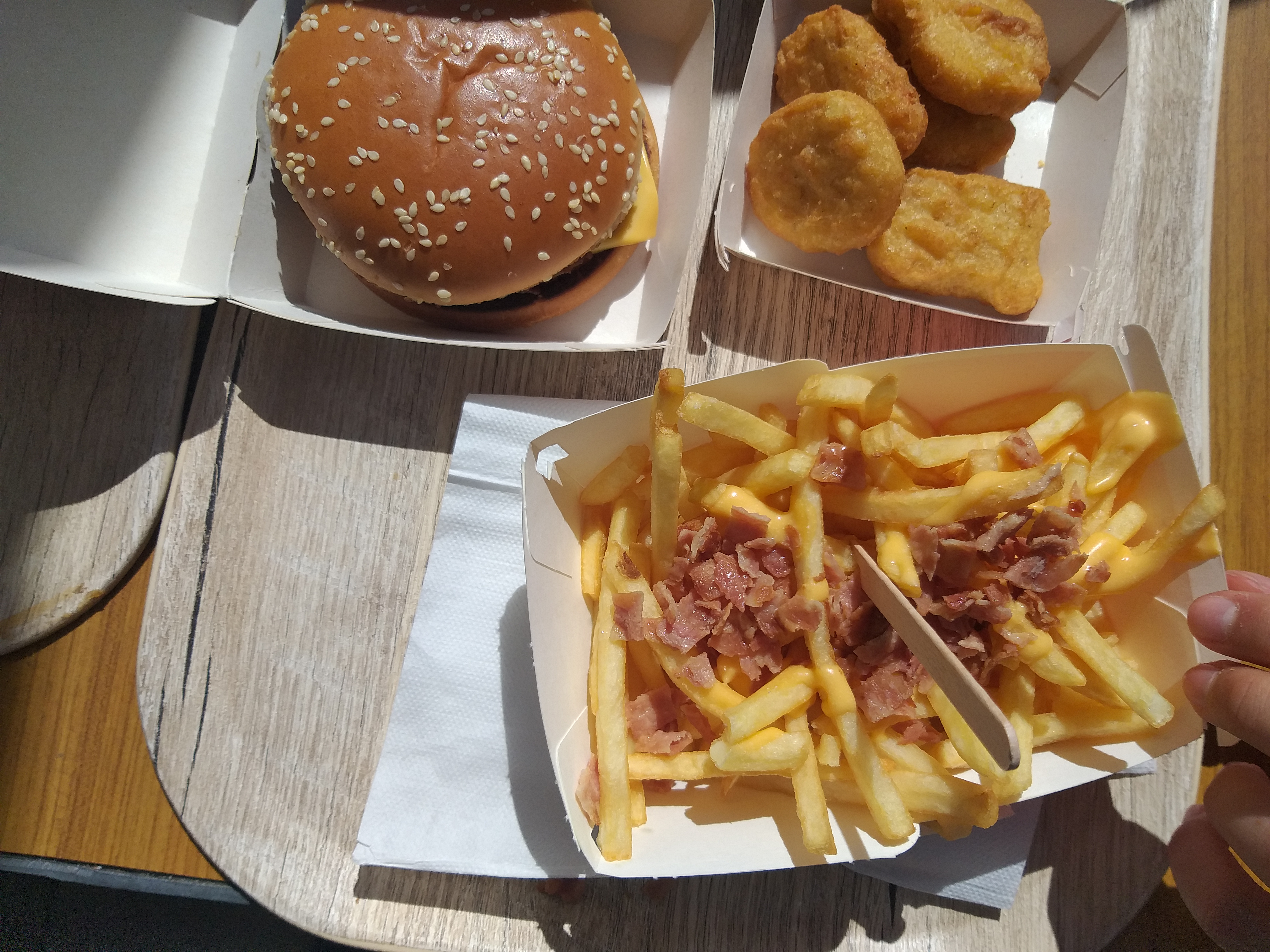
이탈리아 맥도날드의 식사: 치즈버거, 치킨 맥너겟, 치즈 베이컨 감자튀김

2000년부터 이탈리아 맥도날드는 두 개의 소고기 패티, 한 조각의 체다 치즈, 베이컨, 특제 소스로 구성된 크리스피 맥베이컨을 제공한다. 2014년에는 치킨 버전이 한정적으로 제공되었다. 또한 2010년부터 2017년까지 제한된 기간 동안 "맥이탈리" 품목을 제공하기 시작했다. 제품에는 "100% 이탈리아산 고기"와 다양한 전형적인 이탈리아 재료가 들어간 버거가 포함된다. 회사는 여러 유럽 국가에서 이탈리아산 소고기를 사용한다고 광고하는데, 이는 크레모니니(Cremonini)가 다양한 지역에 공급하기 때문이다. 2013년 5월 24일, 맥도날드 이탈리아는 바릴라와 협력하여 파스타 샐러드를 한정 기간 동안 제공하기 시작했다. 2005년에 출시된 맥카페도 이탈리아 취향에 맞게 조정되었다. 2015년 5월부터 메뉴에는 치즈 없는 채식 버거인 맥베지가 한정 기간 동안 포함되었다.
스위티(Sweety)라는 이름의 누텔라 버거가 2016년에 출시되었다.
2018년부터 맥도날드는 맥이탈리를 "마이 셀렉션(My selection)"으로 대체했으며, 이는 마스터셰프 심사위원인 조 바스티아니치가 선정한 고품질 이탈리아 및 해외 재료를 사용한 특별 한정판 버거이다.

### 몰타
몰타의 맥도날드에서는 모차렐라 스틱과 닭 날개를 사이드 메뉴로 판매한다. 빅 테이스티는 빅 앤 테이스티의 변형이며, 치킨 너겟은 바비큐, 스위트 앤 사워, 케첩 또는 마요네즈와 같은 다양한 소스와 함께 제공된다. 맥카페도 몰타에서 처음 도입되었는데, 특히 자매 섬인 고조섬에서는 섬 내 유일한 맥도날드와 맥카페가 수도 빅토리아의 아르카디아 쇼핑 센터에 있다.
또한 이곳에서는 염소 치즈를 추가하고 전통적인 몰타빵에 넣어 제공되는 소고기 또는 닭고기 버거인 맥프티라가 판매되었다.

### 네덜란드
네덜란드의 맥도날드에서는 소고기 라구 (스튜)가 들어 있는 튀김 롤인 맥크로켓을 판매한다. 이는 거의 모든 스낵바에서 판매되는 네덜란드식 "크로켓" 또는 더 작은 "비터볼렌"과 유사하다. 네덜란드 맥도날드에서는 프리테소스 또는 "아메리칸 소스"를 제공하는데, 이는 미국에서는 감자튀김과 함께 먹지 않는 노란색 마요네즈와 유사한 소스이다. 프라이드 치킨에 땅콩 소스를 곁들인 치킨 사테 버거도 제공되었는데, 이 인기 음식은 네덜란드의 인도네시아와의 역사적 연결에서 영감을 받았다. 네덜란드에서 인기 있는 요피 소스를 사용한 요피 버거도 판매되었다. 2015년부터 마에스트로 버거가 출시되었다. 마에스트로 버거는 참깨빵, 앵거스 소고기 패티 2장, 양파, 양상추, 베이컨, 머스타드가 들어간 큰 버거이다. 오리지널 버거 출시 이후 치킨 마에스트로 버거와 달걀이 추가된 일반 버거 버전인 마에스트로 버거 에그도 출시되었다. 또한 메뉴에는 버거바에서 흔히 볼 수 있는 두툼하고 큰 감자튀김인 "보렌프리트"와 일반 마요네즈도 포함된다. 마에스트로 버거의 출시는 맥도날드가 네덜란드에서 이사 변경 이후 겪고 있는 변화의 일환으로, 더 높은 품질의 버거를 찾는 고객과 일반적으로 버거바를 방문하는 고객에게 초점을 맞추고 있다. 특별한 네덜란드 음료로는 프리스티(요거트 음료)와 초코멜(초콜릿 우유 음료)이 있다. 네덜란드에서는 스트로프바펄 맥플러리도 이용 가능하다.

### 노르웨이
핀란드와 마찬가지로 노르웨이 맥도날드는 (계절별로) 엘 마코를 판매하며, 추가 비용 없이 글루텐 프리 번을 제공한다. 또한 토르티야에 샐러드와 망고 슬라이스를 곁들인 튀긴 생선인 락세랩을 판매한다.
노르웨이에서 인기 있는 다른 버거 옵션은 치킨 살사이다. 치킨 살사는 바삭한 양상추, 살사 소스, 사워 크림, 나초가 들어간 치킨 버거이다.
2002년, 노르웨이에서 맥아프리카 버거가 출시되었는데, 이는 남부 아프리카의 대규모 기근과 동시에 일어났다. 버거의 이름은 극도로 무감각하다는 부정적인 여론을 불러일으켰다. 채소가 들어간 버거는 피타 빵에 담겼다.
2009년, 그리메이스가 아닌 율레나트 이 블로피옐 테마의 블루베리 밀크셰이크가 출시되었는데, 이는 블로피옐 프랜차이즈의 창작자이자 라이선스 부여자인 구드니 하겐에게 허락이나 사전 통보 없이 이루어진 것으로 보인다. 이 밀크셰이크는 몇 달 후 판매 중단되었다.

### 폴란드
폴란드 맥도날드 음식점의 메뉴:
- 비에시맥(WieśMac, "시골 맥" 또는 "컨트리 맥" 또는 "빌리지 맥"), 참깨빵에 양파, 양상추, 치즈, 신선한 토마토 슬라이스, 머스타드, 서양고추냉이 소스를 곁들인 쿼터파운드 소고기 패티;[107][108]
- 레드 치커, 양상추와 순한 멕시코식 소스를 곁들인 치킨 샌드위치;
- 치커, 양상추와 꿀-머스타드 소스를 곁들인 치킨 샌드위치
- 맥랩 – 두 가지 버전으로 제공되는 치킨 또띠아: 클래식 (마요네즈, 순한 멕시코 소스, 양상추, 루콜라, 다진 치즈, 토마토 슬라이스 2개, 치킨 패티) 및 베이컨 디럭스 ("Bacon DeLuxe"; 꿀-머스타드 소스, 양상추, 다진 치즈, 토마토 슬라이스 2개, 베이컨 스트립 2개, 치킨 패티).
- 맥머핀 트바로젝 이 라드키에프카 - 코티지 치즈, 무, 루콜라, 버터, 향신료가 들어간 맥머핀.

겨울철에는 버거 드르발라("나무꾼 버거")를 맛볼 수 있다. 참깨 대신 돼지껍데기가 들어간 큰 빵에 쿼터파운더, 베이컨, 튀긴 치즈 조각, 소스, 채소가 들어간다. 추가 소고기 패티, 소고기 대신 닭고기 패티, 할라페뇨고추와 매운 소스, 넌출월귤아속, 고기와 치즈 롤 대신 채소 패티가 들어간 버거 드르발라의 다른 변형도 있다.
2018년 12월 31일까지는 모든 해피밀에 사과가 무료로 제공되었다. 2019년 1월 1일부터는 사과 조각으로 변경되었고, 작은 감자튀김 대신 당근으로 바꿀 수 있다.

### 포르투갈
포르투갈 맥도날드는 칼두 베르드와 크림 당근 수프, 완두콩 크림 수프, 흰콩 시금치 수프를 포함한 다양한 수프를 제공한다. 이것들은 해피밀의 추가 메뉴로도 제공된다. 또한 치아바타 롤에 맥비파나와 맥프레고도 있다. 포르투갈 특유의 혼합 샐러드에는 올리브, 옥수수, 양파, 토마토가 포함된다. 2016년 11월, 맥도날드 포르투갈은 맥베지(퀴노아, 피망, 밀가루, 밀 단백질, 식물성 기름, 밀기울, 계란, 식물성 전분, 향신료, 소금, 양파, 마늘, 완두콩, 설탕, 혼합 허브로 만든)라는 채식 버거 옵션을 도입했다. 디저트로는 포르투갈 특유의 신선한 파인애플 조각, 사과 시나몬 선데, 그리고 샌드위치 모양의 사과 파이가 있다. 2018년, 맥도날드는 빅맥에 베이컨이 추가된 빅맥 베이컨의 한정판을 출시했다. 모든 음식점에서 맥주를 마실 수 있다. 같은 해 10월, 치킨 컨트리가 많은 다른 제품들처럼 모든 메뉴에 추가될 수 있는 저렴한 옵션(유로포파냐)으로 도입되었다.
맥도날드 포르투갈은 MLovers라는 이름으로 앱 형태의 로열티 프로그램을 출시했다. 이 제도를 통해 참여자는 구매한 제품에 대해 포인트를 적립하고 이를 제품 및 경험으로 교환할 수 있다.

### 러시아

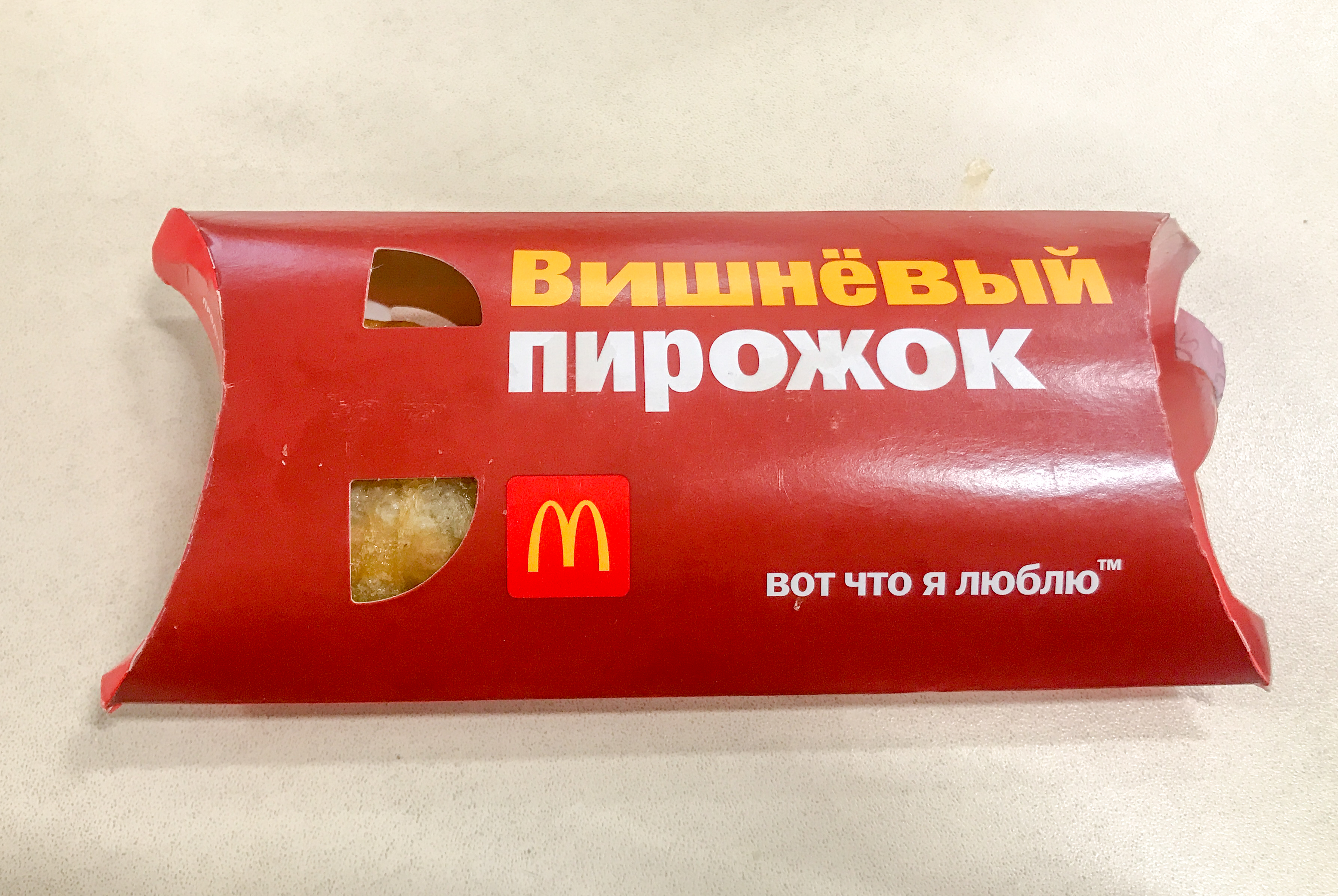
체리 파이

러시아에서 사업을 중단하기 전, 맥도날드는 치즈, 빵, 토마토, 소고기, 베이컨, 양상추 등 100% 러시아산 재료로 만든 특별 버거를 판매했다. 2015년에 "비프 아 라 루스(Биф А-ля Рус)"라는 이름으로 출시되었으며, 정통 러시아 토착 햄버거로 디자인되었다. 러시아의 맥도날드 음식점은 닭 날개와 새우를 판매했다. 맥자프락(McZavtrak, 맥아침 (식사)) 메뉴에는 치즈케이크 롤, 블리니와 오트밀이 제공되었다.
2022년 러시아의 우크라이나 침공 이후, 맥도날드 브랜드는 러시아에서 철수했으며, 모든 이전 맥도날드 지점은 현지 체인에 매각되었고, 많은 곳이 프쿠스노 이 토치카라는 이름으로 거의 동일한 메뉴를 제공하는 패스트푸드 음식점으로 리브랜딩되었다.

### 세르비아
세르비아에서 맥도날드는 플라즈마(플라즈마)라는 매우 인기 있는 현지 브랜드 비스킷을 테마로 한 셰이크와 맥플러리 시리즈를 제공한다. 전국 음식점에서는 맥주도 판매한다.

### 슬로바키아
슬로바키아에서 맥도날드는 계절 캠페인 기간 동안 맥시르(McSyr)를 제공한다. 이는 슬로바키아 요리인 비프라자니 시르를 모방한, 튀긴 치즈와 타르타르 소스가 들어간 샌드위치이다. 이는 체코의 맥스마자크와 유사하다. 또한 영국과 마찬가지로 슬로바키아의 맥도날드 음식점은 맥도넛(McDonuts)이라는 이름의 도넛을 판매한다. 맥도넛은 바닐라 또는 초콜릿 프로스팅과 함께 제공될 수 있다.

### 슬로베니아
크로아티아에서 판매되는 맥컨트리 샌드위치는 슬로베니아에서도 판매되지만, 2020년부터는 베이컨 치즈 버거로 대체되었다.
2021년 3월부터는 다시 정규 메뉴 품목으로 돌아왔다.

### 스페인

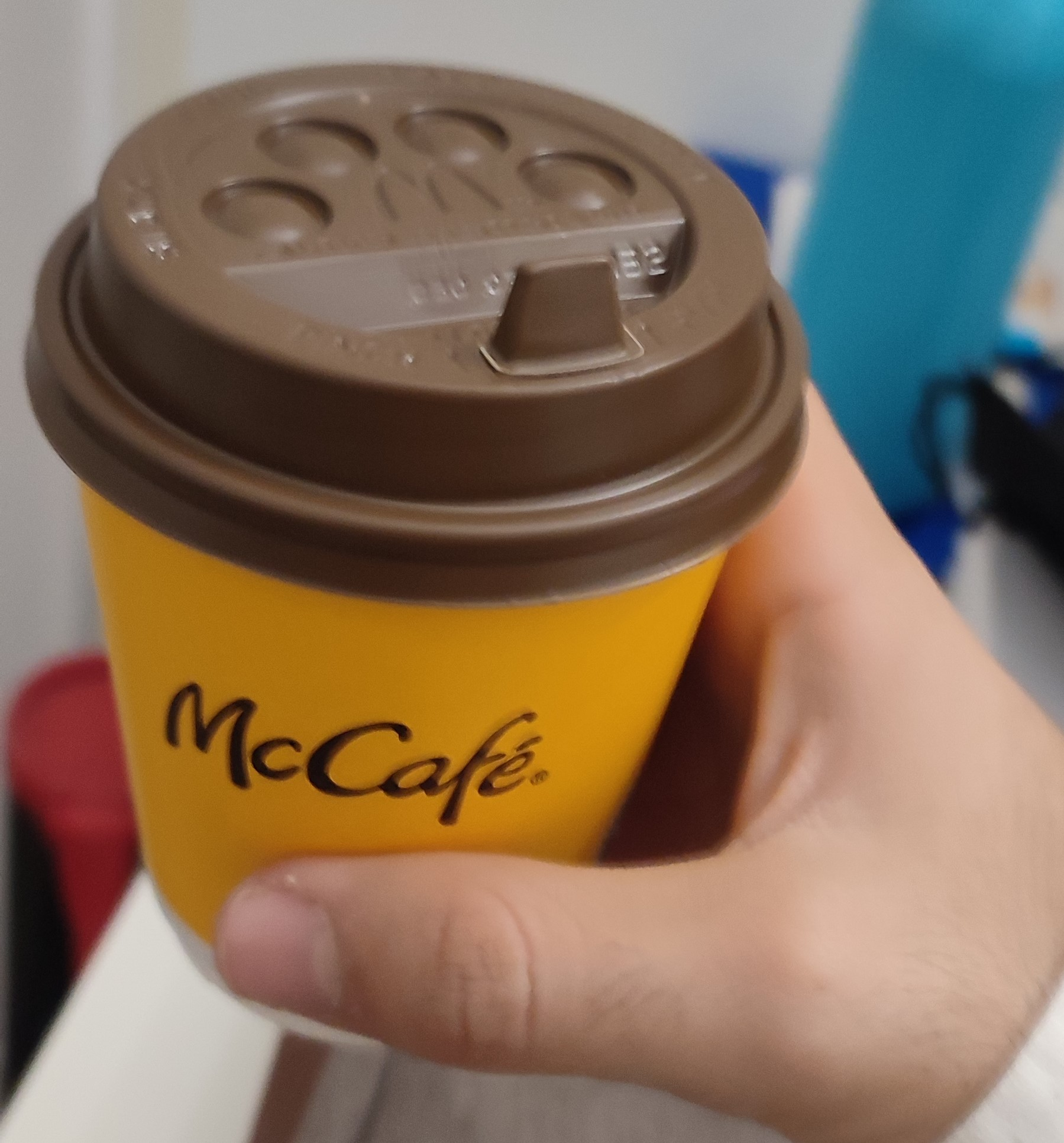
스페인 맥카페 커피

2023년 기준 스페인 맥도날드의 특징적인 메뉴로는 에그 베네딕트 샌드위치, 튀긴 생선 패티에 케첩만 얹은 필레오피시의 변형인 "맥피쉬", 도넛, 크루아상, 감자 오믈렛 샌드위치, 하몬 이베리코 또는 오일과 토마토를 곁들인 토스트를 제공하는 맥브렉퍼스트 메뉴가 있다.
또한 모든 버거를 글루텐 프리로 준비할 수 있는 옵션과 일부 글루텐 프리 케이크도 제공한다.
스페인의 맥카페는 맥팝스(다양한 속을 채운 도넛)부터 치즈케이크, 당근 케이크에 이르는 다양한 페이스트리도 제공한다. 과거에는 마카롱도 있었다.

### 스웨덴
스웨덴 맥도날드는 글루텐 프리 번을 추가 비용 없이 제공하며, 때때로 기간 한정 캠페인으로 엘 마코를 판매한다. 2018년부터 스웨덴 맥도날드에서는 맥비건(McVegan)이라는 완전 채식 버거도 판매한다. 이 버거는 콩으로 만든 비건 패티, 샐러드, 토마토, 오이, 양파, 비건 맥피스트 소스와 함께 제공된다. 스웨덴 맥도날드에서는 또한 맥피스트 소스, 마늘, 매운맛, 트러플 마요네즈, 한국식 BBQ를 포함한 다양한 디핑 소스를 제공한다.
해피밀의 경우, 고객은 장난감 대신 책을 선택할 수 있다.

### 스위스
스위스 맥도날드는 스위스 셰프 르네 슈델이 만든 베이컨, 그뤼예르 치즈, 특제 소스가 들어간 소고기 버거인 "더 프라임(The Prime)" 버거를 판매한다. 현재 버거 단품 가격이 CHF 10.90(약 USD 12.00)으로, 전 세계 맥도날드 버거 중 가장 비싼 축에 속한다.

### 튀르키예

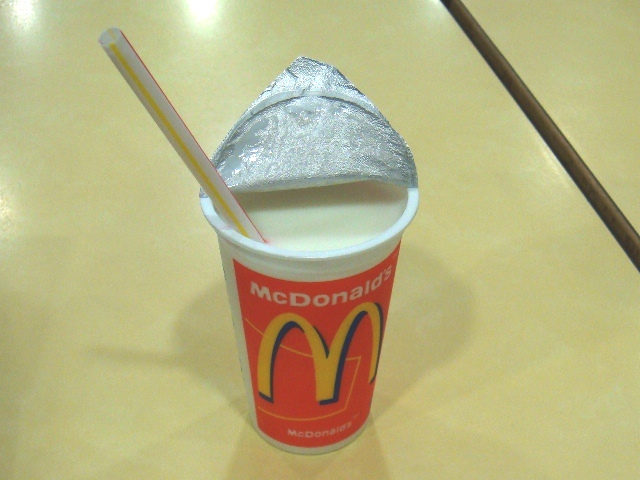
아이란

튀르키예의 모든 맥도날드 육류는 터키 회사인 피나르(Pinar)에 의해 할랄 인증을 받았다. 음식점에서는 터키 음료인 아이란과 치킨 또는 소고기 케밥의 일종인 맥투르코를 제공한다. 터키 지점에서는 양파링, 메가 맥(더블 빅맥으로 알려짐)과 양념 다진 고기 패티가 들어간 코프테버거도 판매한다. 2021년에는 UEFA 유로 2020을 홍보하기 위해 밀리 버거(Milli Burger, "국민 버거"로 번역됨)를 제공하기 시작했다.

### 우크라이나

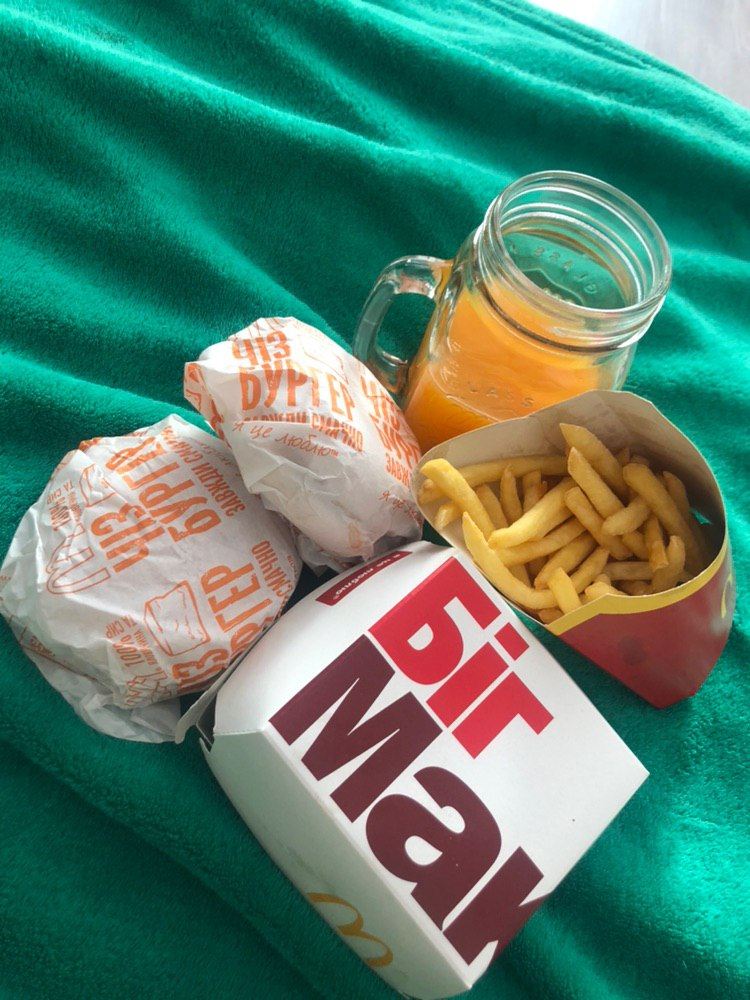
우크라이나의 빅맥

우크라이나는 남부 지역 메뉴에 맥라바시(McLavash) 샌드위치를 선보인다. 이는 플랫브레드에 두 개의 매운 소고기 패티, 약간의 채소, 양파, 토마토가 들어 있다. 맥라바시는 다른 인근 국가에서도 판매된다.

### 영국과 아일랜드

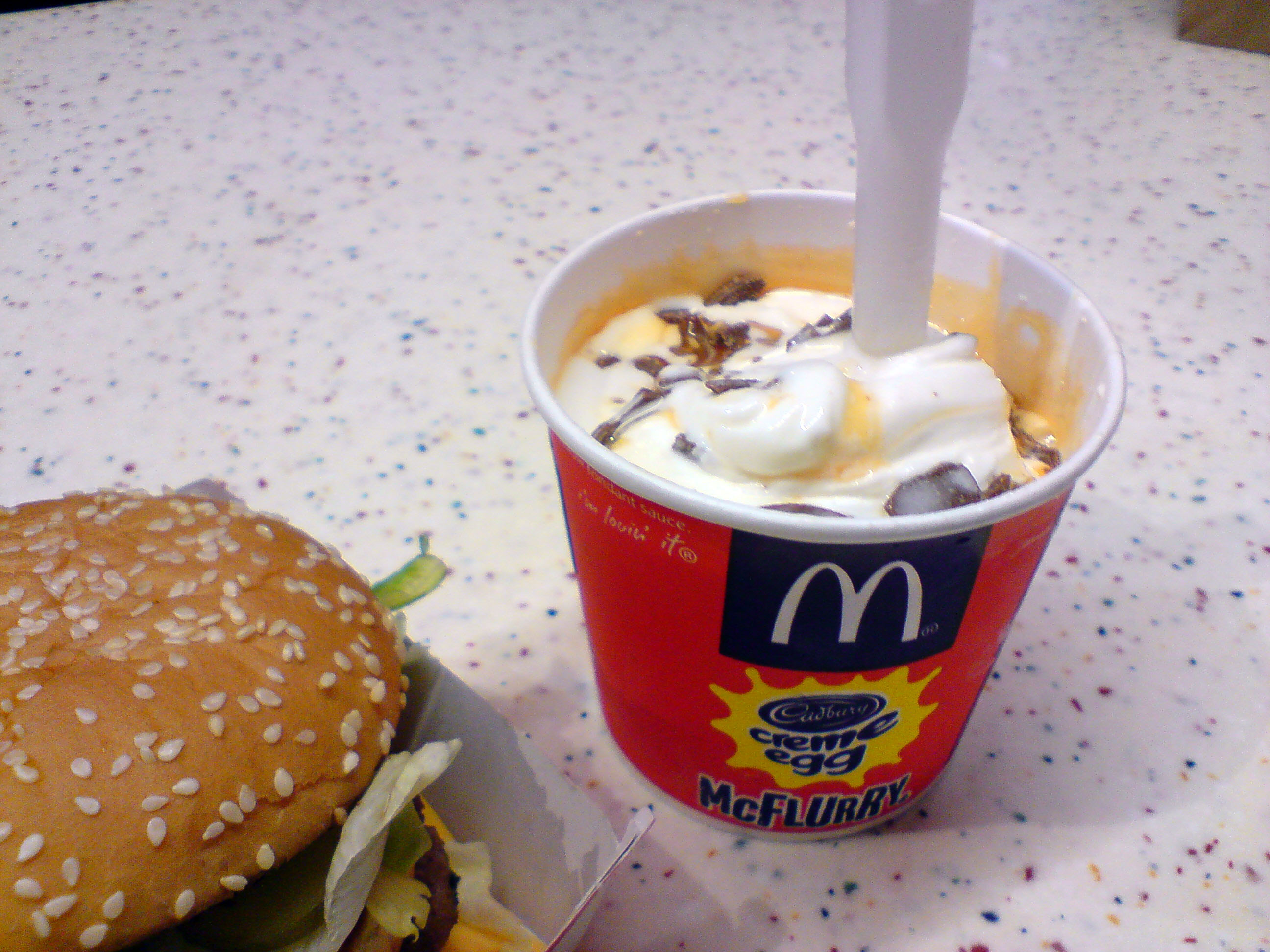
크림 에그 맥플러리

2011년 6월, 속재료가 들어간 샌드위치 롤 라인인 델리 초이스(Deli Choices)가 영국에서 출시되었다. 영국과 아일랜드 음식점에서는 맥너겟용 커리 맛 소스를 이용할 수 있다. 2003년부터 2005년까지는 달콤한 칠리 소스, 가벼운 헬만스 마요네즈, 토마토, 상추를 포카차 빵에 넣어 만든 채식 버거인 퀀 프리미어(Quorn Premiere)가 메뉴에 포함되었다. 2015년, 맥도날드는 아일랜드 공화국에서 맥모르(McMór)라는 한정판 버거를 출시했다. 2016년에는 이 버거가 6주 동안 다시 판매되었다. 이 버거에는 밸리맬로 렐리쉬, 찰빌 체다 치즈, 감자 번이 들어간다. 2016년, 맥도날드는 바비큐 스모크하우스 레인지 버거를 새로 출시했다. 출시된 두 버거에는 베이컨, 치즈, 바비큐 소스를 곁들인 치킨과 소고기가 들어갔다.
아언브루는 스코틀랜드 맥도날드에서만 음료로 선택할 수 있다.
과거 판촉 품목에는 애플 파이 선데, 모차렐라 디퍼스, 치즈 멜트 디퍼스, 서머 초리소 슈프림, 베이컨을 곁들인 BBQ 치킨 프리미어, 1955 버거, 사과와 블랙베리 파이, 민스미트와 커스터드가 들어간 페스티브 파이가 포함되었다. 다양한 미국 지역을 대표하는 버거 시리즈가 Great Taste of America 라인으로 출시되었다. 이 버거들은 뉴욕시, 시카고, 라스베이거스, 텍사스주, 애리조나주, 마이애미, 캘리포니아, 뉴올리언스를 대표했다. 이들 버거가 모두 각 지역의 요리와 유사한 것은 아니다. 영국과 아일랜드 맥도날드에서는 또한 여러 다른 나라를 대표하는 버거 시리즈를 출시했다. 이 버거들에는 호주, 남아프리카, 캐나다, 멕시코가 포함되었다. 여러 여름 및 겨울 메뉴가 출시되었다. 또한 맥도날드는 수년에 걸쳐 콘넷토, 캐드베리 브랜드인 데어리 밀크(연중 판매)와 크림 에그(부활절 전후로만 판매)와 같은 여러 종류의 맥플러리를 출시했다.
2019년, 맥도날드는 그랜드 빅맥 베이컨(Grand Big Mac Bacon)이라는 이름의 한정판 빅맥을 출시했는데, 이는 기본적으로 베이컨이 추가된 더 큰 빅맥이다. 그랜드 빅맥 베이컨은 약 379칼로리를 포함하며, 2024년 맥도날드 영국에서 업데이트된 가격은 £6.59이다.
맥도날드 UK는 또한 시그니처 컬렉션(Signature Collection)이라는 이름의 프리미엄 버거를 제공했다. 이는 클래식, 스파이시, BBQ 세 가지 버거로 구성되어 있었다. 각 버거는 고품질 소고기로 만든 두꺼운 패티를 사용하며 조리 시간이 더 길고 브리오슈 번에 제공된다. 이들은 2019년 9월에 단종되었다.
2020년 12월부터 2021년 2월까지 맥도날드 UK는 카츠 카레 치킨 맥너겟을 판매했다. 이 너겟은 일본식 팡코 빵가루로 코팅된 치킨 맥너겟으로 구성되어 있었다. 6개, 9개, 20개 세트로 판매되었으며, 스위트 커리 소스를 곁들여 제공되었다.
2022년과 2023년, 맥도날드 UK는 할루미 프라이를 판매했다. 이는 할루미 치즈 스틱을 튀긴 것이다.
맥도날드 UK는 2022년 8월, 기존 모바일 앱 내에 MyMcDonald's Rewards라는 로열티 프로그램을 출시했다. 이 제도는 참여자들이 구매한 제품에 대해 포인트를 적립하고 이를 제품으로 교환할 수 있도록 한다.

## 북아메리카

### 캐나다

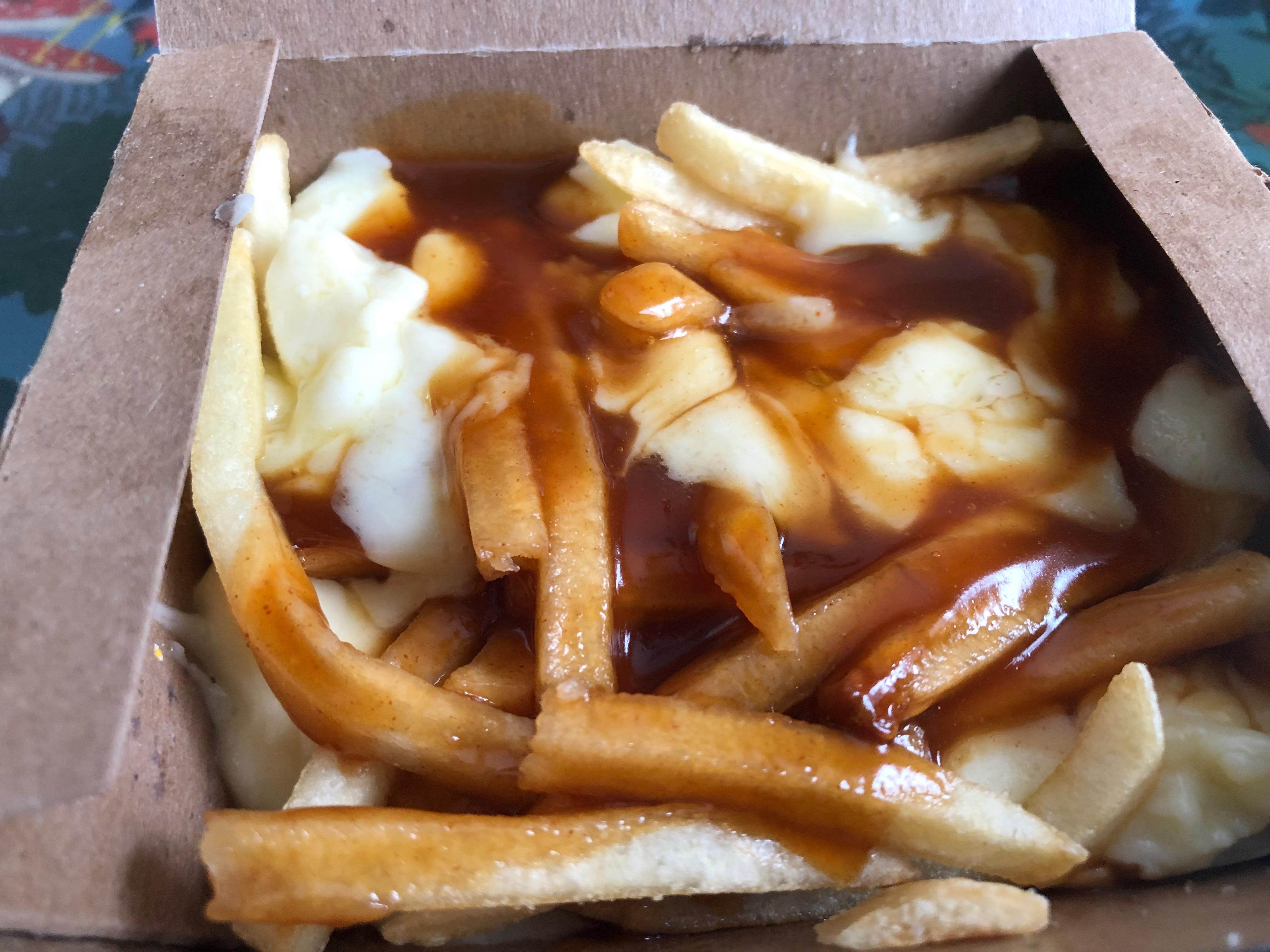
푸틴 (음식)

감자튀김은 맥도날드 버전의 푸틴 (음식)으로 대체될 수 있다. 이전에는 맥도날드의 푸틴이 프랑스어 사용 캐나다(퀘벡과 뉴브런즈윅 일부)에서만 널리 이용 가능했고 다른 지역에서는 더 제한적으로 이용 가능했지만, 2013년 12월 맥도날드는 인기 수요로 인해 캐나다 전역의 모든 음식점에서 푸틴을 전국적으로 제공한다고 공식 발표했다. 퀘벡에서는 바삭한 닭고기와 버팔로 소스를 곁들인 푸틴 변형을 일반 또는 대형 사이즈로 제공한다. 퀘벡에서는 또한 캐나다 최초의 맥도날드 프랜차이즈를 기념하는 한정판 1967 버거가 출시되었다. 델리 초이스는 2006년 캐나다 전역에 도입되었으나 나중에 단종되었다. 미국과 마찬가지로 맥립은 주기적으로 한정 판매 메뉴로 등장한다. 캐나다에서 판매되는 맥치킨 샌드위치에 사용되는 바삭한 닭고기 패티는 흰 살코기와 다리 살코기를 모두 사용한다. 이는 본질적으로 1980년 미국에 처음 등장한 오리지널 맥치킨과 같은 크기와 맛이다.
캐나다 맥도날드에서 이전에 판매되었던 계절 품목으로는 해양주에서 판매되었던 로브스터 롤인 맥랍스터(프랑스어로는 맥호마르드)가 있다. 지역적으로는 블루베리-쇼트브레드 맥플러리도 판매된다. 캐나다 맥도날드에서 단종된 품목으로는 칼초네 스타일의 "맥피자"를 포함한 피자, 그리고 구운 또는 바삭한 치킨이 들어간 미니어처 샌드위치인 맥미니가 있다. 맛에는 페스토 치킨(나중에 제스티 망고로 대체됨)과 스파이시 타이 등이 있다. 맥플러리는 뉴브런즈윅에서 시작되었다.

### 멕시코
멕시코 맥도날드 지점에서는 사순절 기간을 제외하고는 생선을 판매하지 않는다. 이 지점의 특별 메뉴로는 플래밍 핫 도리토스 쿼터 파운더와 바비큐 더블 버거가 있었다. 아침 식사로 멕시코 맥도날드 지점에서는 잉글리시 머핀에 콩을 바르고 녹은 치즈와 피코 데 가요를 얹은 맥몰레테(McMollete)를 판매한다. 멕시코 지점에서는 "맥부리토"로 알려진 맥스킬릿 부리토 버전도 판매한다.

### 미국
하와이 지점은 정규 메뉴에 사이민을 제공하며, 스팸, 포르투갈 소시지, 쌀을 아침 (식사) 옵션으로 포함한다. 일부 아시아 국가에서 정기적으로 판매되는 파인애플과 토란 파이는 때때로 맥도날드 정규 메뉴에 제공되었으며, 하우피아 파이도 마찬가지이다. 파인애플은 또한 때때로 버거의 토핑으로도 이용 가능하다. 와이키키 지점에서는 작은 파인애플 쟁반을 사이드 메뉴로 주문할 수 있다. 사이민을 제외하고 하와이와 일부 아시아 특선 메뉴는 괌과 북마리아나 제도의 미국령 맥도날드에서도 찾을 수 있다. 부활절 기간 동안 하와이, 괌, 북마리아나 제도에서는 가톨릭 신자(주로 필리핀 이민자)가 많이 거주하는 지역이라는 특성 때문에 더블 필레오피시 세트를 모두 제공한다.

#### 푸에르토리코
멕시코와 달리 푸에르토리코의 여러 맥도날드 음식점에서는 생선 제품을 판매하지만, 맥도날드 푸에르토리코 공식 웹사이트에는 등재되어 있지 않다. 푸에르토리코 음식점에서는 아침 식사로 맥크리올로(계란과 치즈 포함)도 판매한다. 크리올로는 바게트와 비슷하지만 더 크고 부드러운 푸에르토리코 빵이다. 기본적으로 맥크리올로는 크리올로 롤에 햄, 치즈, 계란을 넣어 만든 샌드위치이다.

### 코스타리카
코스타리카는 맥카페를 처음 도입한 국가 중 하나였다. 맥도날드 코스타리카는 또한 프라이드 치킨, 맥핀토(갈로 핀토는 쌀과 콩, 사워크림, 계란, 소시지, 토르티야가 포함된 국가 아침 식사)를 판매한다. 또한 맥니피카(토마토와 양상추가 들어간 버거)와 라 함부르게사 티카(코스타리카 특유의 특제 소스인 살사 리자노 사용)를 판매하며, 맥플러리는 보통 현지 초콜릿으로 만들어지고, 맥셰이크는 패션프루트와 같은 현지 과일 맛이 난다.

### 도미니카 공화국
도미니카 공화국의 맥도날드는 미국 및 캐나다와 동일한 음식을 판매하지만, 치킨 맥너겟은 "맥도(McDo)"라고 불린다. 햄버거, 감자튀김, 너겟(닭고기 맛), 탄산음료를 판매한다.

## 오세아니아

### 호주
호주 맥도날드의 인기 메뉴는 맥오즈 버거이다. 이전 제품으로는 일본의 샤카 샤카 치킨과 유사한 계절 제품인 셰이커 프라이, 치즈버거, 빅맥, 스파이시 등 다양한 버거 변형이 있었다. BLT, 컨트리 음악 가수 리 컨나한이 홍보한 맥쇠고기 스테이크, 파인애플을 곁들인 빅 카후나 버거, 이탈리아 소스와 모차렐라를 곁들여 허브 포카차 번에 제공된 치킨 패티인 로마노 버거, 양상추와 민트 요거트 소스를 곁들여 플랫브레드에 제공된 치킨 패티인 탄두르 버거, 차이브 오믈렛 롤 등이 있었다.
최근 출시된 제품에는 치킨 맥바이트, 클래식 앵거스 및 호주 바비큐 앵거스 버거, 베지마이트 셰이커 프라이가 있다.
종종 (보통 일년에 한 번) 맥오즈(McOz)가 한정 기간 동안 판매된다. 맥오즈는 양상추, 토마토, 치즈, 머스터드, 케첩, 그리고 소위 호주식 재료인 비트 (뿌리)와 익힌 양파를 참깨빵에 넣어 제공하는 쿼터파운더 버거이다.
다른 시장에서도 제공되는 엘 마코 버거는 2019년 11월 27일에 한정 판매로 출시되었다. 이 버거들은 엘 마코 살사를 곁들인 모차렐라 스틱과 엘 마코 변형 셰이커 프라이와 함께 출시된다.

#### 퀸즐랜드
한정 기간 동안, 내셔널 럭비 리그(NRL) 클럽 브리즈번 브롱코스와 로널드 맥도날드 하우스 사우스 이스트 퀸즐랜드의 파트너십의 일환으로 맥도날드는 브롱코스 버거(Broncos Burger)라는 새로운 한정판 버거를 출시했다. 그러나 이 버거는 브리즈번의 맥도날드 음식점에서만 판매되었다. 풍자적인 뉴스 매체들은 "브롱코"라는 용어가 길들여지지 않은 말을 지칭하고 브리즈번 브롱코스의 로고에 말이 특징으로 나타나기 때문에 이 버거가 말고기를 포함하도록 개조되었다고 농담조로 주장했다. 그러나 이 버거는 실제로는 소고기로 만들어졌는데, 말고기는 맥도날드에서 판매되지 않을 뿐만 아니라 호주에서는 매우 드물게 판매된다.

#### 사우스오스트레일리아주
원래 호주 맥도날드의 한정판 서던 프라이드 치킨은 사우스오스트레일리아주에서만 판매되었다. 그러나 이 품목은 결국 다른 주와 준주에서도 출시되었다.

### 피지
피지 맥도날드 메뉴는 호주와 뉴질랜드 맥도날드의 메뉴와 유사하다. 이 세 나라의 주민들은 음식점을 구어적으로 "매카스(Macca's)"라고 부르기도 한다.
예를 들어, 브렉키 버거와 맥피스트는 피지 맥도날드 메뉴에 모두 있으며, 호주와 뉴질랜드에서도 마찬가지이다.
피지 독점 메뉴로는 ELT 맥머핀, 핫 & 스파이시 치킨, 감자 부침, 스크램블 에그 맥머핀, 그리고 고구마튀김이 있다.
또한 호주나 뉴질랜드에는 없는 빅 브렉퍼스트가 피지에는 있다. 그러나 피지 버전은 해시 브라운, 달걀 스크램블, 토스트한 맥머핀으로 구성된다.

### 뉴질랜드

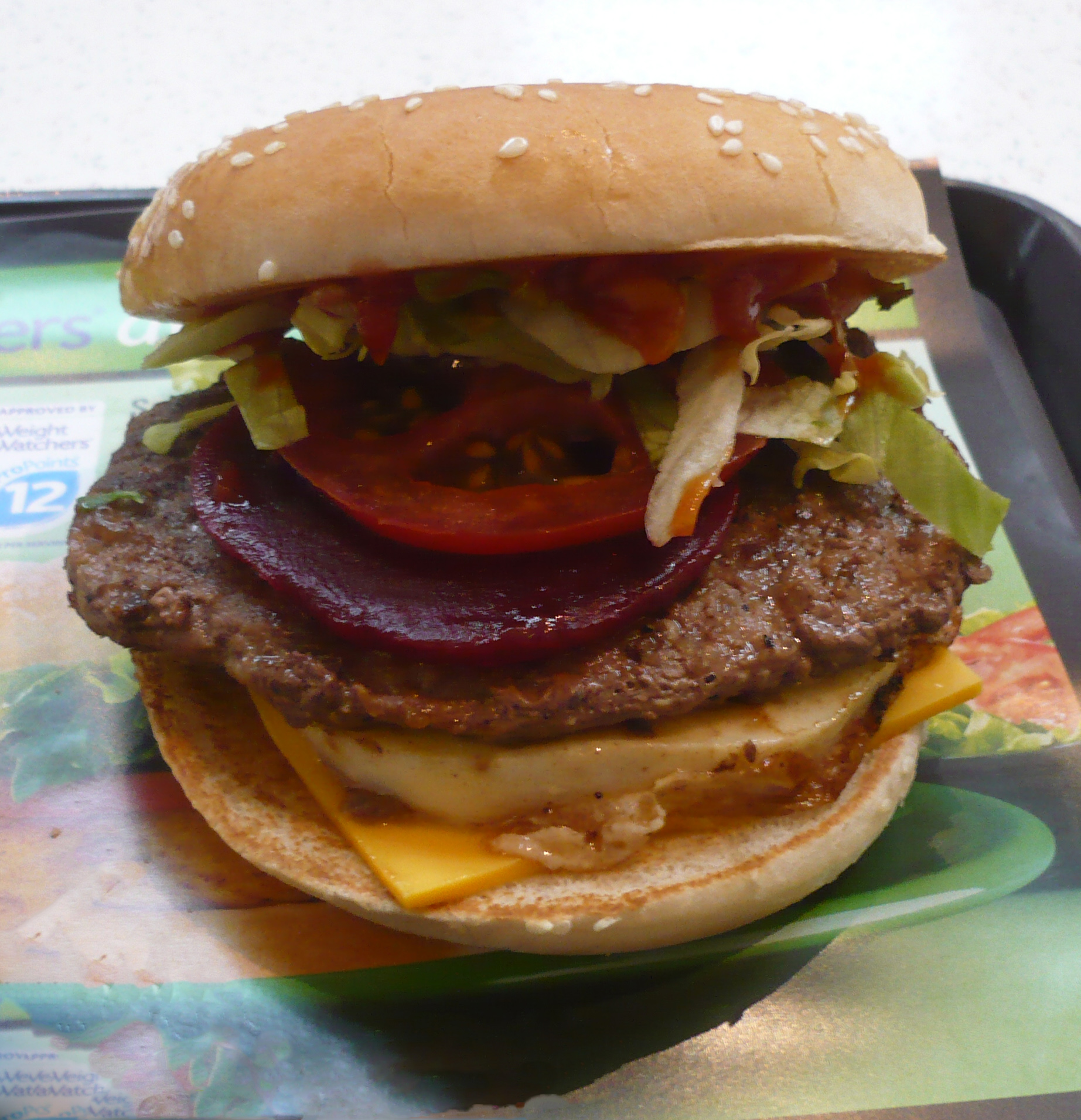
키위버거

뉴질랜드의 맥도날드 메뉴는 호주 메뉴와 유사한 것이 많다. 독특한 메뉴로는 맥머핀 에그, 토마토, 양상추, 치즈, 양파, 비트 (뿌리), 케첩, 머스터드가 들어간 키위버거가 있다. 2011년에는 뉴질랜드의 2011년 럭비 월드컵 개최를 홍보하기 위해 특별 "키위 메뉴"가 선보였다.
2012년 4월, 맥도날드는 스칸디나비아와 같은 다른 시장에서 판매되는 동명의 제품 변형인 엘 마코를 재출시했다. 엘 마코는 이전에 1990년대 초 뉴질랜드에서 판매된 적이 있었다.
1996년, 뉴질랜드 지사는 미트 파이를 기반으로 하는 실패한 지역 패스트푸드 체인인 조지 파이(Georgie Pie)를 인수했다. 맥도날드는 2013년 5월, 11개 음식점을 통해 한 가지 파이 맛을 판매하며 조지 파이 브랜드의 부분적인 재출시를 시도했다. 2013년 10월, 지사는 2013년 말까지 161개 음식점 중 107개에서 조지 파이 판매를 확대할 것이라고 발표했다. 2017년 1월 현재, 스테이크 다진 고기 & 치즈와 베이컨 & 에그 두 가지 파이 맛을 이용할 수 있다. 조지 파이 제품군은 2020년 말에 단종되었다.
2023년, 맥도날드는 현지 고객의 입맛과 선호도를 파악하기 위해 BBQ 밴딧 버거를 한정 기간 동안 출시했다.

## 남아메리카

### 아르헨티나

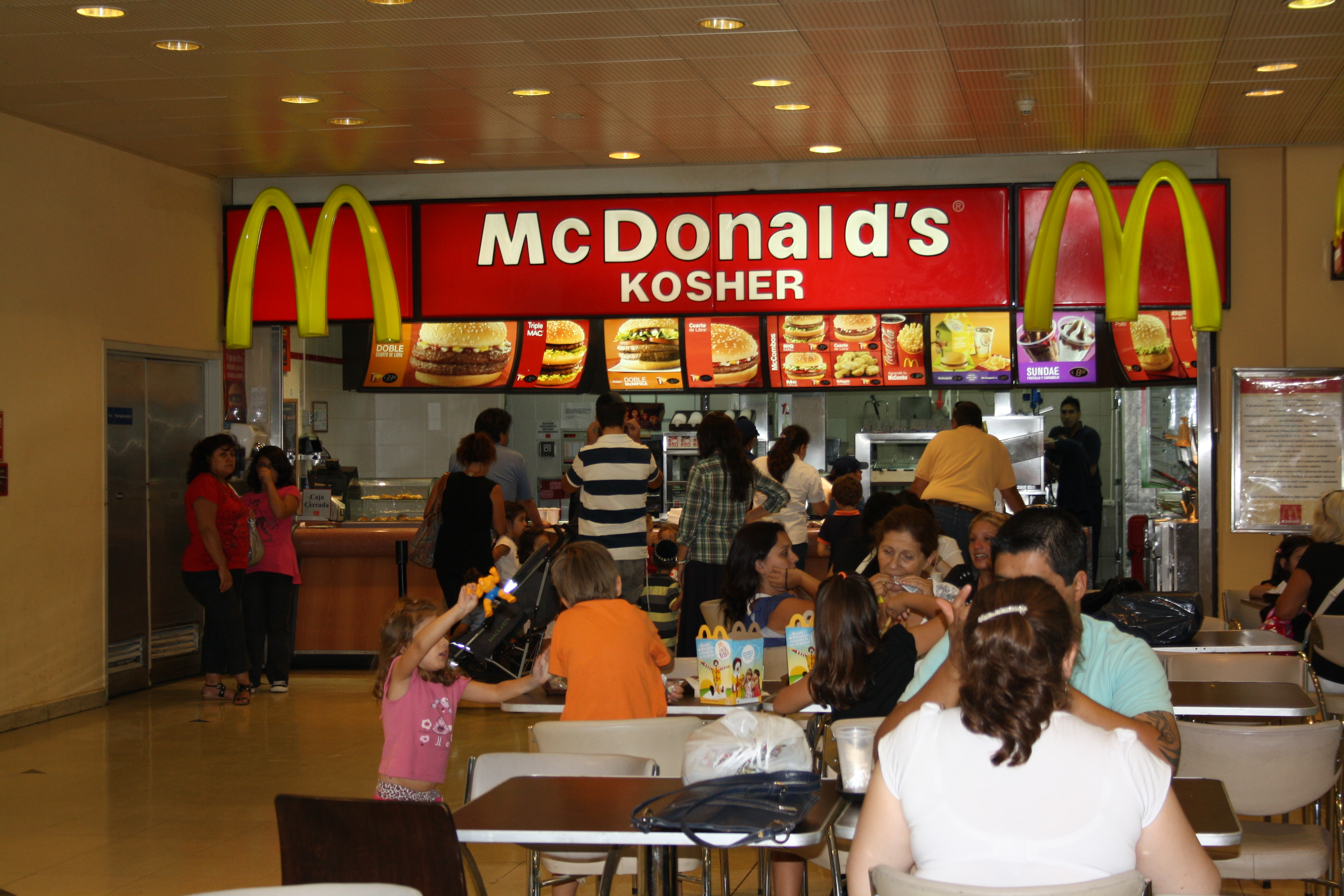
아르헨티나 부에노스아이레스의 코셔 맥도날드

아르헨티나 맥도날드는 프리미엄 아르헨티나 앵거스 비프를 사용한 빅 테이스티 앵거스 버거를 판매한다. 아르헨티나는 이스라엘 외에 맥도날드가 완전한 코셔 지점을 운영하는 유일한 국가이다. 2010년까지 이곳은 맥도날드 버거가 튀겨지지 않고 숯불에 구워지는 유일한 곳이었다.

### 브라질

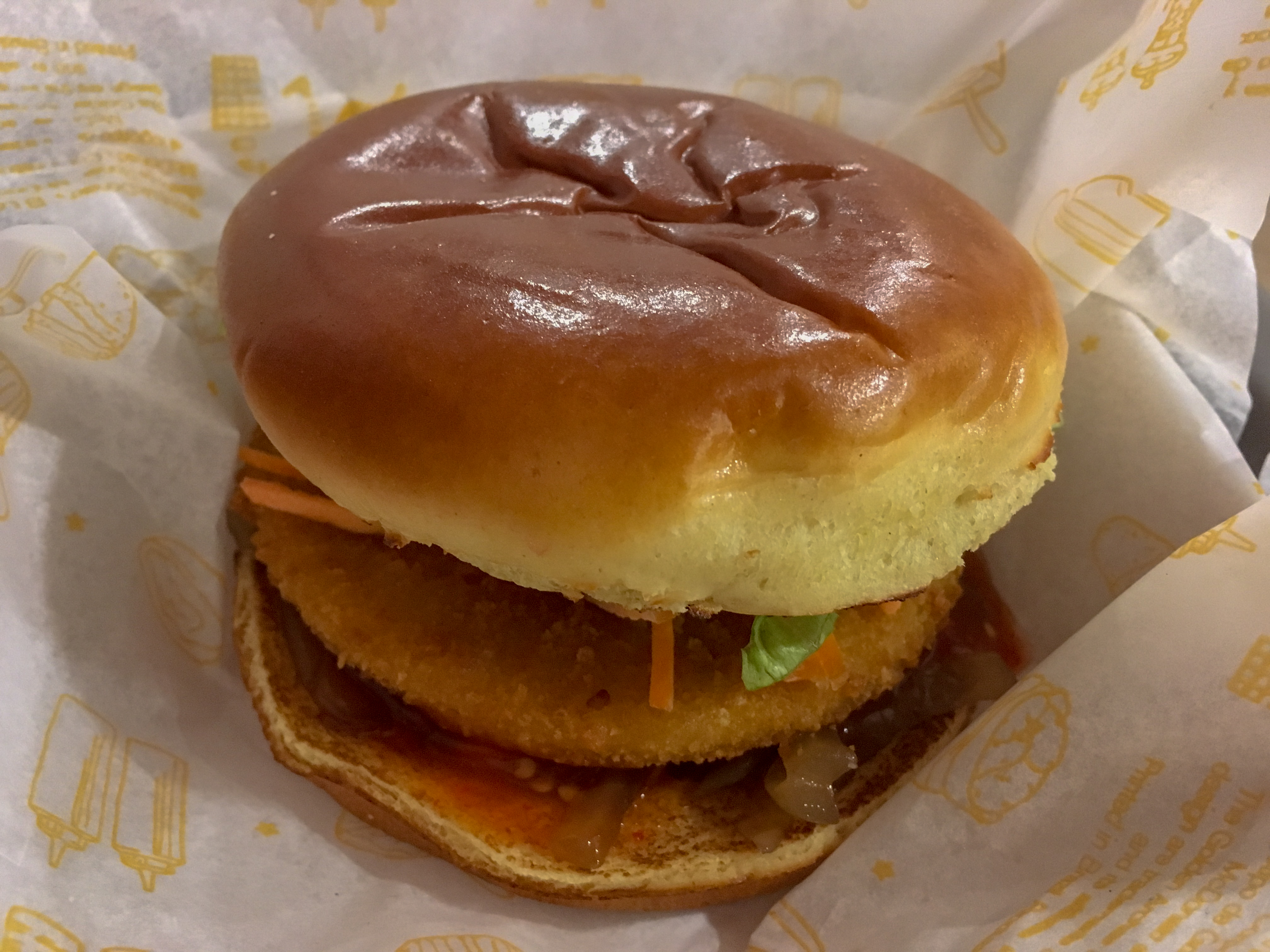
브라질의 맥베지

브라질에서 맥도날드는 체다 맥멜트(Cheddar McMelt)를 제공한다. 크리미한 체다 치즈와 구운 양파, 간장으로 맛을 낸 소고기 버거를 통밀빵에 담아 제공한다. 바나나 맛 파이는 브라질 맥도날드에서 판매된다.
채식 버거는 2018년 11월 8일부터 시험 판매를 시작했다. 이는 2017년 10월/11월에 시도된 비건 버거의 뒤를 이은 것이다.
맥피쉬(포르투갈어로 필레오피시)는 2019년 말에 단종되었다.
맥피쉬는 2025년 2월 25일부터 한정 기간 동안 메뉴에 다시 추가되었으며, 한정판 웨지감자도 함께 제공되었다.

### 칠레

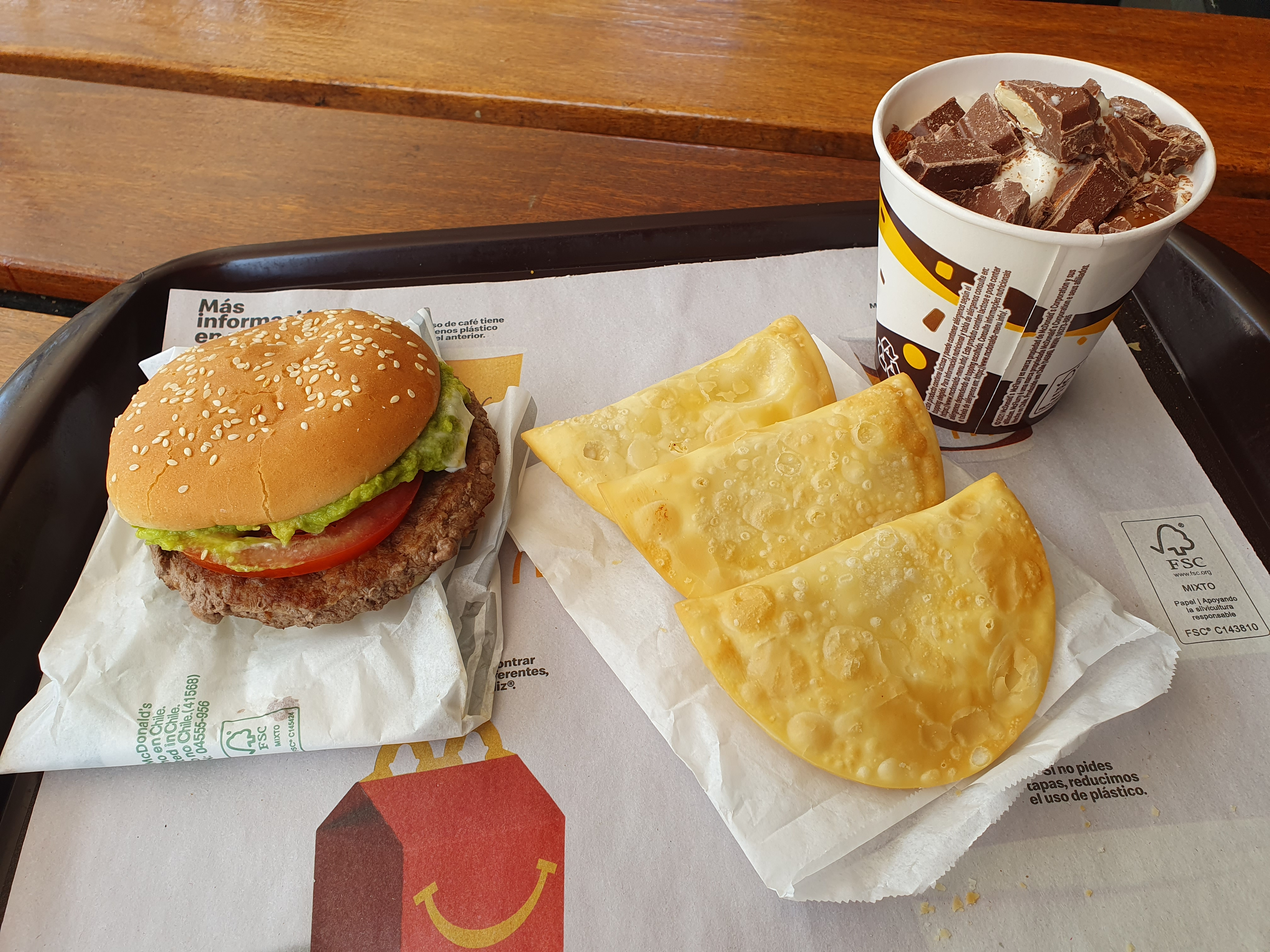
함부르그사 이탈리아나(왼쪽), 치즈 엠파나다, 맥플러리 사네 누스

칠레에서는 치즈 엠파나다가 모든 맥도날드 지점에서 사이드 메뉴로 판매된다.“Empanadas”. 《McDonalds》 (스페인어). 2025년 5월 1일에 확인함.
2010년, 칠레 독립 200주년을 기념하기 위해 맥도날드는 콤보 비센테나리오(Combo Bicentenario)를 제공했다. 이는 고수, 다진 양파, 올리브 오일, 마늘, 다진 매운 고추로 만든 칠레 양념인 페브레와 훈제 고추인 메르켄을 곁들인 소고기 버거였다. 2013년 국경일을 기념하여 음식점은 소고기, 올리브, 양파, 건포도, 삶은 계란으로 속을 채운 엠파나다 데 피노를 특별 사이드 메뉴로 제공했다.
2010년대에 접어들면서, 고객들은 맥팔타(칠레 스페인어로 맥아보카도)(아보카도 페이스트와 버거가 함께 제공되는 쿠아르토 팔타(아보카도 쿼터파운더)와 푸제 티, 얇게 썬 튀긴 닭고기, 양상추, 토마토, 보라색 양파가 또띠아에 들어간 맥랩 팔타가 모두 단종된 후에도)를 제외하고 어떤 샌드위치에도 아보카도 페이스트를 추가할 수 있었다. 2023년에는 토마토 슬라이스, 아보카도, 마요네즈가 들어간 소고기 버거인 함부르게사 이탈리아나를 제공한다.
2017년부터 해피밀은 아보카도를 넣은 함부르게사 팔타와 폼 뒤셰스를 사이드 메뉴로 제공한다.
2023년, 이 회사는 초콜릿, 만하르, 딸기 소스를 얹고 아몬드 초콜릿 바 사네 누스를 얹은 맥플러리 아이스크림 선데인 맥플러리 사네 누스를 출시했다.
아침 (식사)로 맥도날드는 메디알루나(Medialuna)라고도 알려진 크루아상과 녹은 치즈와 아보카도 슬라이스를 얹은 구운 빵인 토스타도 케소 팔타(Tostado Queso Palta), 그리고 녹은 치즈와 베이컨 슬라이스를 얹은 구운 빵인 토스타도 케소 베이컨(Tostado Queso Bacon)을 제공한다. 단종된 아침 식사 제품으로는 햄과 녹은 치즈를 빵에 얹은 바루스 하르파와 얇게 썬 돼지고기와 아보카도 페이스트를 곁들인 로모 팔타(Lomo Palta) 등 칠레 샌드위치의 현지 버전이 있었다.
해피밀의 경우, 고객은 장난감 대신 책을 선택할 수 있다.

### 콜롬비아
콜롬비아 맥도날드 음식점은 맥크리올로(McCriollo) 아침 식사 콤보를 제공하는데, 여기에는 소시지 패티, 두 개의 전통 콜롬비아 아레파, 달걀 스크램블과 스위트콘, 해시 브라운, 커피, 버터, 그리고 잼이 포함된다. 맥니피카(McNífica)도 이곳에서 판매된다. 이는 쿼터파운더 치즈와 유사하다. 콜롬비아 맥도날드는 프라이드 치킨을 제공한다.

### 에콰도르
에콰도르 맥도날드는 2012년 "누에스트로스 사보레스(Nuestros sabores)" 캠페인의 일환으로 치즈 엠파나다, 치즈 소시지 또는 과카몰리가 들어간 버거, 블랙베리 선데, 매운 소시지가 들어간 너겟을 판매하기 시작했다. 이 캠페인은 더 현지화된 요리를 제공하는 것을 목표로 했다.

### 페루
페루에서 맥도날드는 아히라는 고추로 만든 매운 소스를 양념으로 제공한다. 페루 지점에서는 또한 양동이에 담아 제공되는 폴로 크루히엔테("바삭한 치킨")인 프라이드 치킨과 잉카 콜라를 판매한다. 맥도날드는 또한 "페루 음식"과 블랙베리 선데이를 제공한다.

### 베네수엘라
베네수엘라의 맥도날드에서는 아침 식사로 아레파와 엠파나다를 제공한다. 베네수엘라 지점에서는 튀긴 유카 스틱도 판매되었다.

## 같이 보기
- 맥딜리버리
- Mcdvoice

## 더 읽어보기
영상
- “Why McDonald's Failed In Iceland”. CNBC. 2019년 2월 19일. 2025년 3월 14일에 원본 문서에서 보존된 문서. 2025년 6월 10일에 확인함.
- “Why McDonald's Flopped In Vietnam”. CNBC. 2018년 9월 18일. 2025년 5월 2일에 원본 문서에서 보존된 문서. 2025년 6월 10일에 확인함.
- “Why Is McDonald's Struggling In The Philippines? Jollibee”. CNBC. 2018년 11월 20일. 2024년 11월 18일에 원본 문서에서 보존된 문서. 2025년 6월 10일에 확인함.